# Novi Sad
Novi Sad (srbsky nebo rusínsky Нови Сад, slovensky Nový Sad, maďarsky Újvidék, německy Neusatz (an der Donau)) je město ležící na severu Srbska, zároveň je to hlavní město (oficiálně sídlo provičních orgánů) autonomní provincie Vojvodina a druhé největší město Srbska, žije zde přibližně 260 tisíc obyvatel. 
Je jejím přirozeným ekonomickým, politickým i kulturním centrem a jedno z významných center srbské kultury a vzdělanosti. Dnes je univerzitním městem a sídlí zde také Matice srbská. Novi Sad je také městem průmyslovým, stojí zde řada podniků a např. i rafinerie. Je rovněž i významnou křižovatkou silniční, železniční i lodní dopravy.
Městem protéká řeka Dunaj, na jehož 1255. říčním kilometru se nachází. Z historického hlediska leží na rozhraní regionů Srem a Bačka.
Po pádu přístřešku na železniční stanici v roce 2024 vypukly v Novém Sadu masové protesty proti prezidentovi Aleksandaru Vučičovi a srbské vládě, které se postupně rozšířily do mnoha srbských měst a obcí. Demonstranti neštěstí považují za důsledek korupce a nekompetence úřadů. Protesty zintenzivnily poté, co policie 28. června 2025 zadržela několik účastníků protivládního shromáždění v Bělehradě, kterého se zúčastnilo asi 140 tisíc lidí. Demonstranti požadují propuštění zadržených, dlouhodobě pak usilují o pád vlády a vyhlášení předčasných voleb.

## Název
Název města vznikl z rozhodnutí Marie Terezie při povýšení Nového Sadu na svobodné královské město v roce 1749. V latině zněl Neoplanta, resp. Neoplantae a znamenal nové sídlo/novou kolonii. V němčině byl zaznamenán jako Ney-Satz (psáno s y), později se začala používat verze s u (Neu-Satz). Maďarský název města je doslovným překladem německého i latinského názvu (Újvidék, původně Új-vidégh). Ve všech těchto třech jazycích byl název oficiálně používán od 1. února 1749; srbský název v podobě Novi Sad/Нови Сад vznikl lidovým překladem a objevil se na úředních dokumentech o měsíc později.
Před užitím současného názvu města se často používalo označení Racko selo, resp. Srbsko selo, v němčině Ratzen Stadt/Ratzenstadt), případně Petrovaradinski Šanac/Peterwadeiner Schantz) pro předmostí Petrovaradina. V roce 1722 je doložen název Varadinski Šanac (v knize Karlovačko vladičanstvo Manojla Grbiće).

## Přírodní poměry

### Podnebí
Klimatické poměry v Novém Sadu jsou definovány přechodem z mírně kontinentálního ke kontinentálnímu klimatu. Město má typická čtyři roční období. Během podzima a zimy občas vane studený vítr jménem košava, který zde působí zhruba tři až sedm dní. Během zimy sem přináší sněhový poprašek. 
Průměrná teplota v Novém Sadu během celého roku činí 10,9 °C, z toho v lednu −1 °C a v červnu 21,6 °C. Roční úhrn srážek činí 578 mm, prší celkem 122 dní během roku. Nejvyšší naměřená teplota zde činila 41,6 °C a nejnižší − 30,7 °C. Roční počet hodin, kdy slunce svítí zde činí 2 135,3.
Změna klimatu se projevuje na území města a v regionu zvýšením množství srážek, především náhlých, což zvyšuje riziko povodní. Kanalizační systém města nebyl projektován pro zvýšenou kapacitu v souvislosti s těmito změnami. 

### Flora a fauna

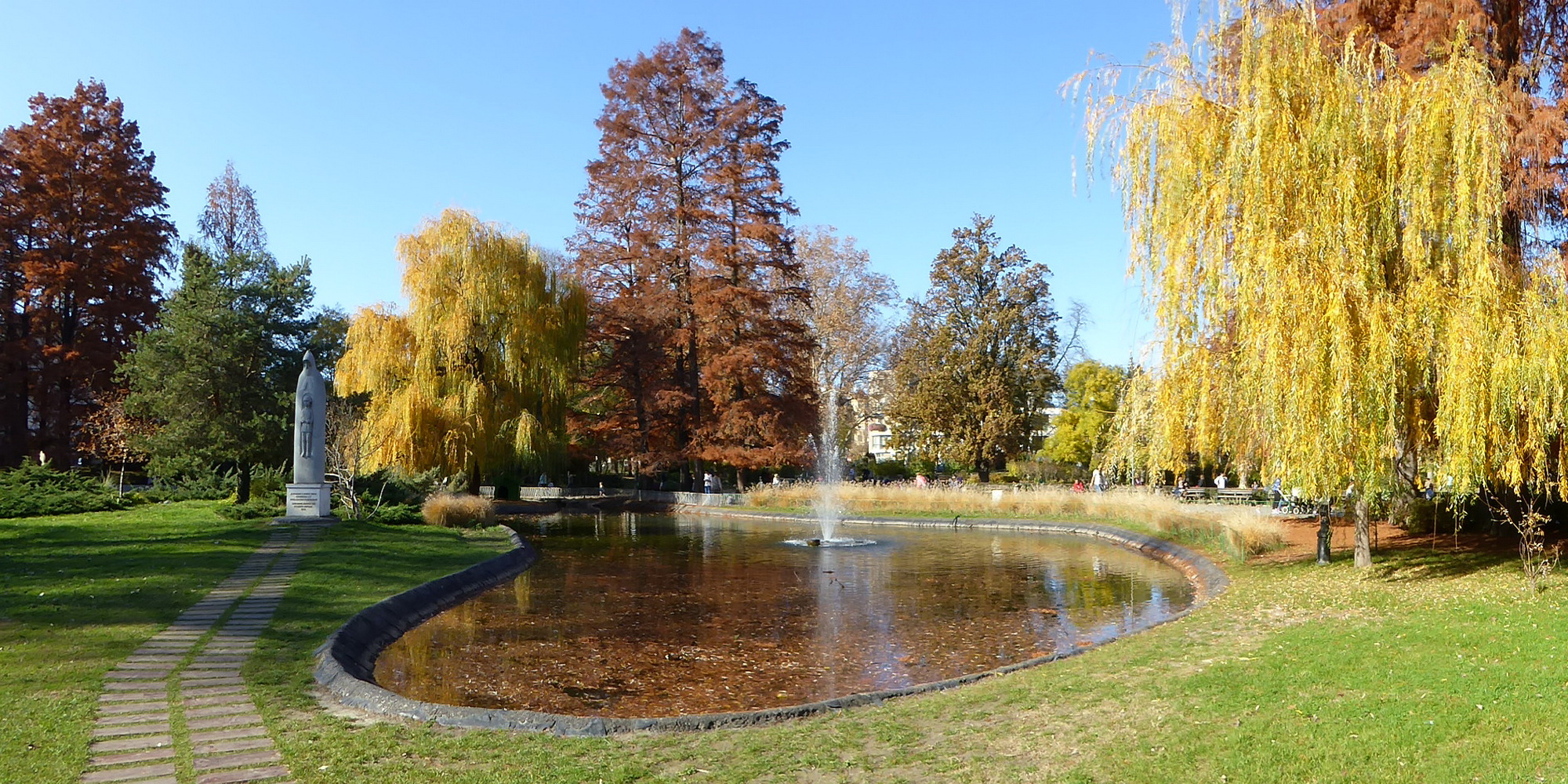
Dunajský park ve středu města, nejoblíbenější veřejný park ve městě.

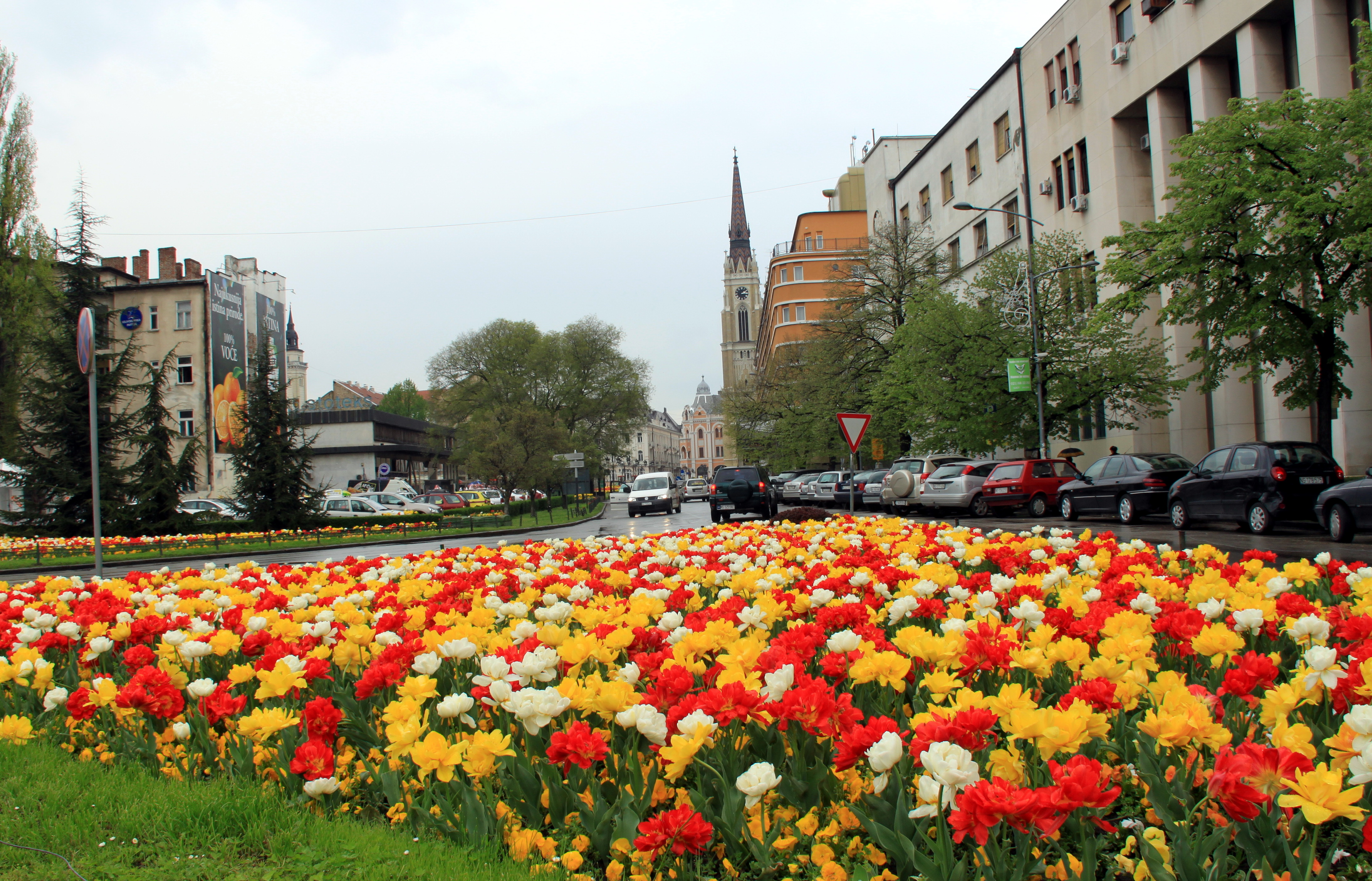
Květiny na třídě Modene ve středu města.

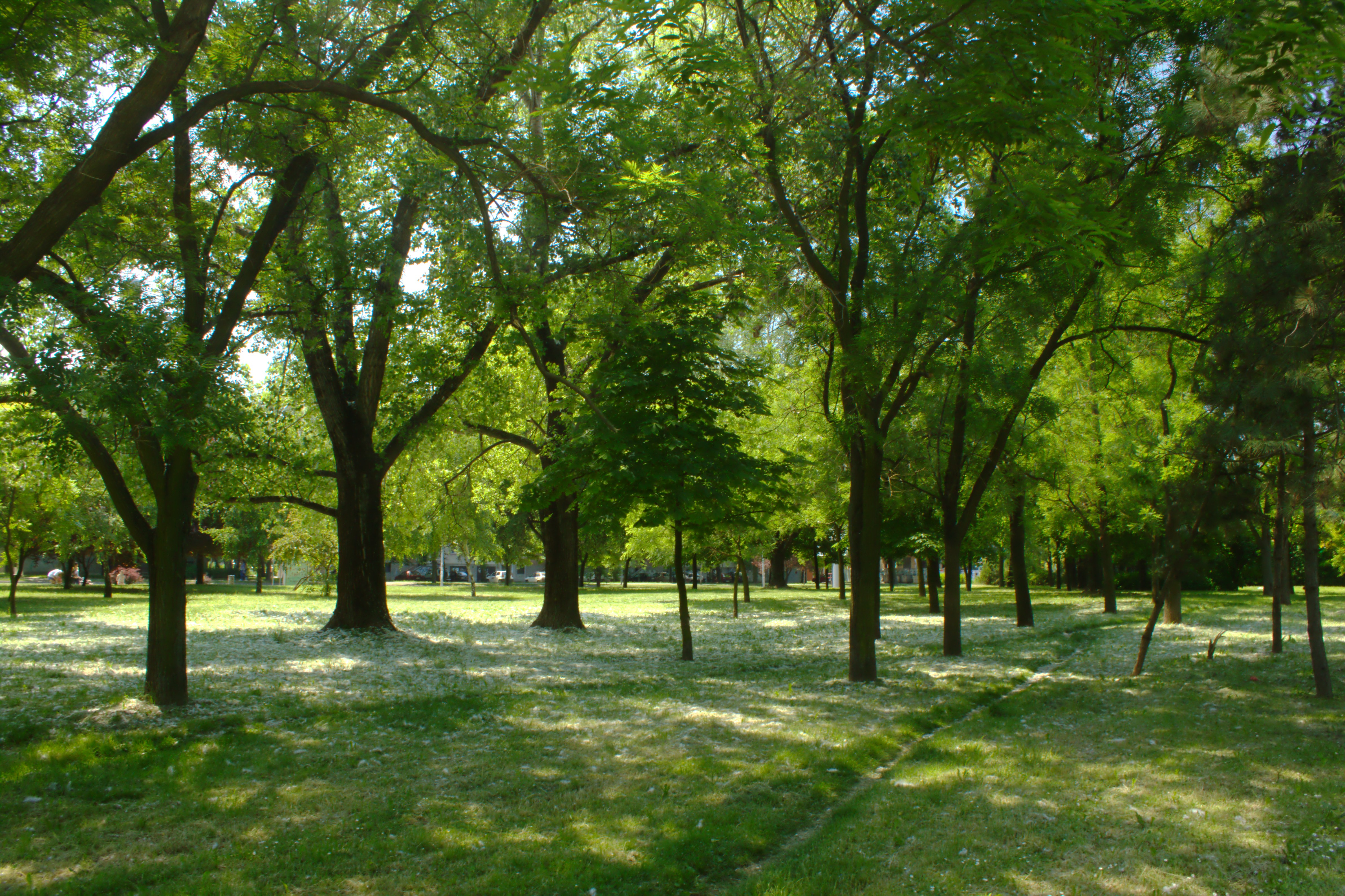
Železniční park poblíž místního nádraží.

#### Charakter krajiny
Město se rozkládá na dvou relativně nesourodých částech; rozsáhlé rovině, ležící severně od Dunaje s nadmořskou výškou okolo 80 m n. m., která byla v průběhu času rozšířena zasypáním slepých ramen (např. Dunavac, Petrovaradínský válečný ostrov apod.) Dunaje a jižním břehem Dunaje, který je značně členitý a představuje předhůří pohoří Fruška Gora. 

#### Parky a veřejná zeleň
V Novém Sadu se nachází několik parků: Dunajský park (v centru města), Limanský park (u Dunaje, v místní části Liman) a Futožský park, u výpadovky směrem k obci Futog. Ve Sremské Kamenici se nachází další park na břehu řeky Dunaje. Zbytky lužních lesů po obou březích veletoku jsou rovněž klidovou zónou, kterou spojuje cyklostezka, nábřežní trasa s názvem Kej. Kampus Univerzity v Novém Sadu přechází rovněž v zelený prostor, Univerzitní park, který začíná u budovy rektorátu a končí u Dunaje. Výhledově by měl být zřízen park u obchodního centra SPENS.
První parky vznikly v Novém Sadu na konci 19. století. Ve století dvacátém byly potom vysázeny na některých ulicích ve městě i první aleje. V 50. letech byla realizována parková úprava okolí Petrovaradínské pevnosti. Na počátku 21. století se v Novém Sadu (vč. Petrovaradína a Sremské Kamenice nacházelo celkem 75,16 ha parků, veškerá zeleň (vč. parkové úpravy sídlišť, izolační zeleně apod. má rozlohu 3298,15 ha). V období existence socialistické Jugoslávie byl Novi Sad jedním ze tří nejzelenějších měst v celé zemi.
Hlavní výletní destinací v okolí je pohoří Fruška Gora, které je přístupné z okolních obcí, např. ze Sremských Karlovců, kde se nachází areál Stražilovo. Mezi další chráněné přírodní oblasti v okolí Nového Sadu patří např. hnízdiště ptáků Koviljsko-petrovaradinski rit, tvořené lužními lesy, přírodní park Begečka jama nebo Mačkov sprud.
Na území města Nového Sadu je evidováno celkem šest památných stromů, čtyři z nich jsou platany. Jedná se o následující: Platan západní ve Futogu, Morušovník bílý na Čenejské salaši, Břestovec jižní na rohu ulice Modene a Ilije Ognjatovića, v centru města, Platan západní u základní školy Miloše Crnjanského, Platan javorolistý v areálu Futožské kasárny a Platan západní na Rumenačské ulici.
V lokalitě Petrovaradínu by měla být zřízena také botanická zahrada.
V souvislosti se snahou zlepšit situaci ohledně stavu životního prostředí se rozhodlo město Novi Sad participovat na projektu s názvem „Čista Srbija“ (Čisté Srbsko) v rámci něhož má být v okrajových částech města, resp. ve vesnicích, které z administrativního hlediska spadají pod metropoli Vojvodiny, zbudována kanalizace. Zvýšit se rovněž má i kvalita vod, které jsou vypouštěny do Dunaje. Jen v letech 2012 až 2021 vydala místní radnice 2,5 miliardy dinárů na projekty v oblasti zlepšení životního prostředí.

#### Protipovodňová ochrana města
Protipovodňová obrana města je realizována pomocí náspu na novosadské straně Dunaje (součást promenády Sunčani kej), která se táhne od vesnice Čelarevo až po Kovilj. Valy se nachází i z obou stran kanálu DTD, který prochází městem. Násyp se nachází rovněž i v blízkosti Petrovaradína, nikoliv však před Sremskou Kamenicí. Motivace na výstavbu systému protipovodňové ochrany vznikla v závěru 19. století, kdy bylo město ničeno katastrofálními záplavami Dunaje.

## Dějiny

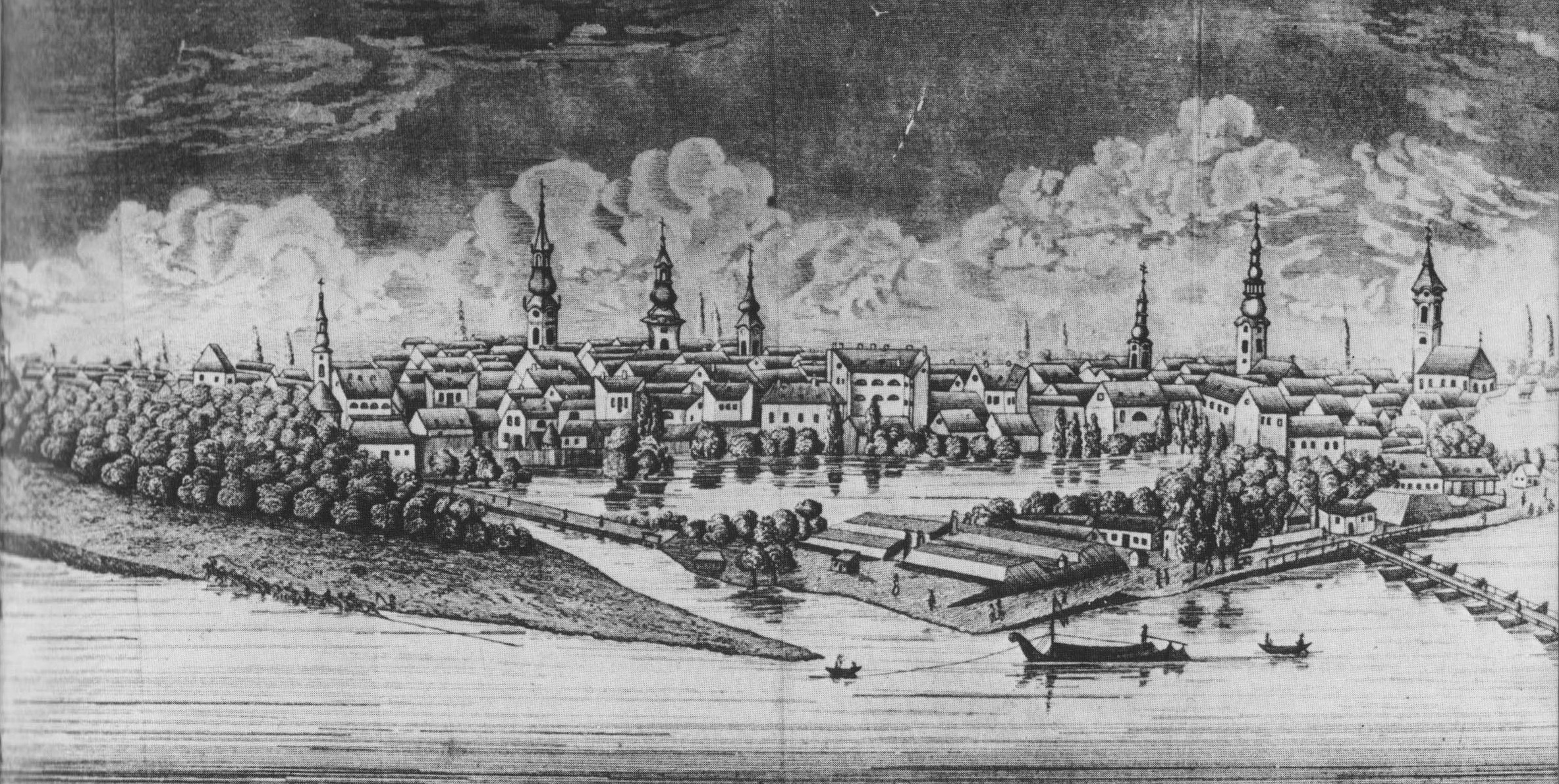
Novi Sad na vedutě z 19. století.

Významné centrum novodobého srbského státu nepatří k městům s historií sahající do období středověku nebo dále. Začalo se rozvíjet v dobách existence Habsburské monarchie a patřilo mezi četná mnohonárodnostní města. Vznikalo ve stínu vojensky významnějšího Petrovaradína. Moderní město se rozvinulo z předsunutého opevnění naproti Petrovaradínu za lužními lesy jako centrum obchodu s obilninami. V moderní době sem byla přivedena železnice, vznikly přístavy na Dunaji a rafinerie. 
Od roku 1918 bylo součástí Království Srbů, Chorvatů a Slovinců, později Jugoslávie. V roce 1929 byl Novi Sad ustanoven regionálním centrem Dunajské bánoviny. Za druhé světové války bylo město rozděleno; severní část okupovalo Maďarsko a jižní byla připojena k Nezávislému státu Chorvatsko. 
Počet obyvatel začal vzrůstat po vybudování nových sídlišť na okraji města po druhé světové válce, umocnil se jihoslovanský prvek. Novi Sad se stal hlavním městem autonomní oblasti Vojvodiny. V roce 1999 bylo město během kosovské války značně poškozeno bombardováním NATO, zejména infrastruktura. Ve 21. století se etablovalo jako rostoucí regionální centrum Srbska, významné centrum kulturní a přirozené centrum Vojvodiny.
Po pádu přístřešku na železniční stanici v roce 2024 vypukly v Novém Sadu masové protesty proti prezidentovi Aleksandaru Vučičovi a srbské vládě, které se rozšířily do mnoha srbských měst a obcí. Demonstranti neštěstí považují za důsledek korupce a nekompetence úřadů. Protesty zintenzivnily poté, co policie 28. června 2025 zadržela několik účastníků protivládního shromáždění v Bělehradě, kterého se zúčastnilo asi 140 tisíc lidí. Demonstranti požadují propuštění zadržených, dlouhodobě pak usilují o pád vlády a vyhlášení předčasných voleb.

## Obyvatelstvo

### Struktura obyvatelstva

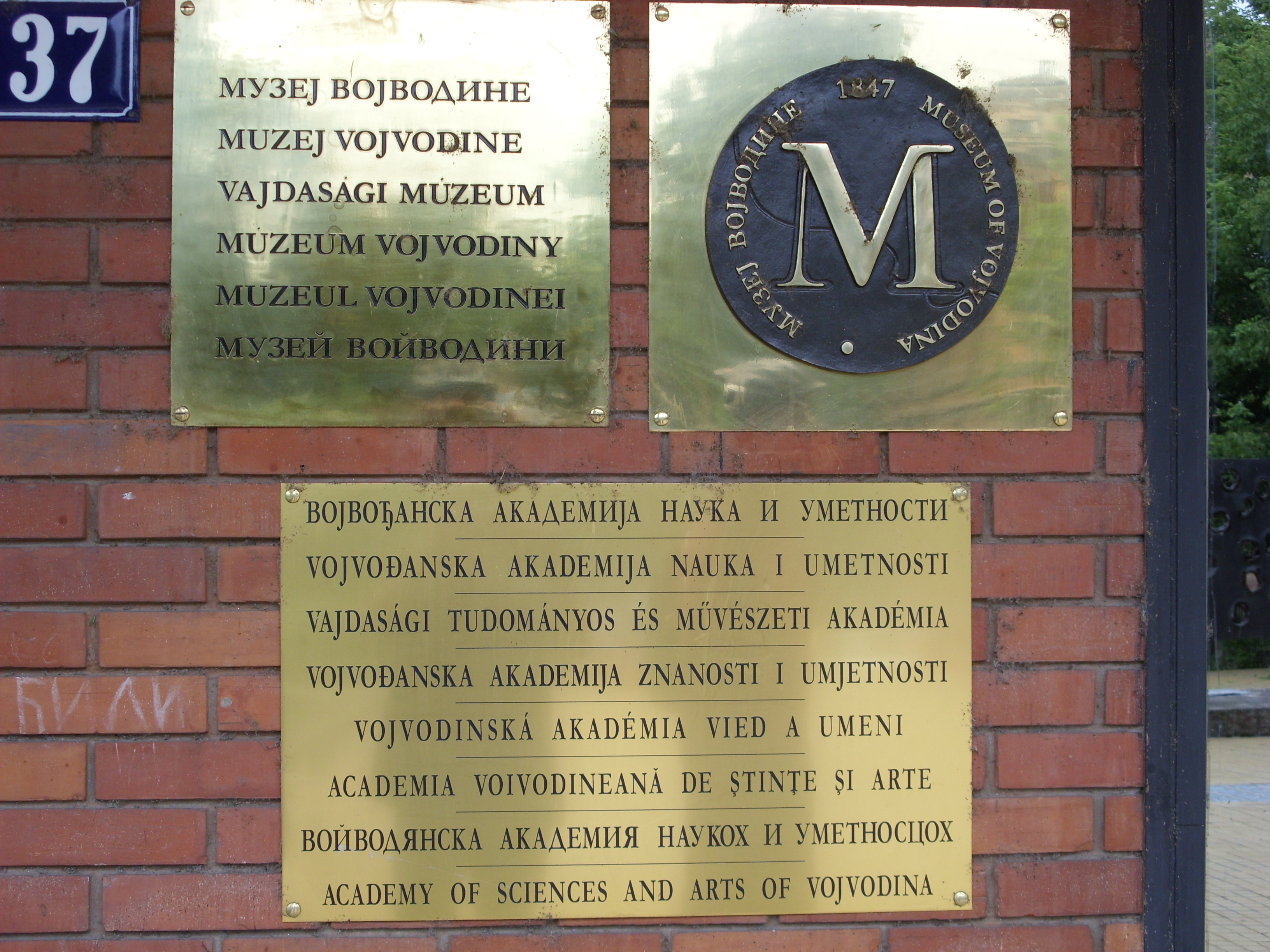
Obyvatelstvo města je národnostně smíšené a instituce města proto používají více úředních jazyků.

Město Novi Sad je se svými 367 tisíci obyvateli druhým největším v zemi (po metropoli Bělehradu). Tento počet dlouhodobě roste; v roce 2020 žilo v Novém Sadu cca 362 000 obyvatel. a v roce 2010 potom 319 259.
Za svojí velikost vděčí především urbanizaci nejprve Jugoslávie a později Srbska po druhé světové válce. Od skončení konfliktu se počet obyvatel města neustále zvyšuje, a to především přistěhovalectvím, než přirozeným přírůstkem. Na počátku 21. století byl dokonce přirozený přírůstek negativní a vykrývalo jej především pozitivní migrační saldo.
Nejintenzivnějším obdobím růstu počtu obyvatel Nového Sadu byla 60. léta 20. století, kdy se počet obyvatel zvýšil o 37 %. Většina dosídlenců přišla do města z menších sídel Vojvodiny (56,2 %), dále pak z Bosny a Hercegoviny (15,3 %) a centrálního Srbska (11,7 %). Tato skutečnost vytvořila multietnické město nicméně s méně dominantním maďarským prvkem, než tomu bylo před válkou.
Dle sčítání lidu z roku 2002 žilo na území Města Novi Sad (vč. Petrovaradína a Sremské Kamenice) 299 294 obyvatel. Samotný Novi Sad bez Petrovaradína, Sremské Kamenice a třinácti příměstských sídel měl tehdy 191 405 obyvatel. V rámci socialistické Jugoslávie byl šestým největším městem.

### Věková skladba
Průměrný věk obyvatele města byl v roce 2009 40,1 let a odpovídá celovojvodinskému průměru. Předpokládá se, že bude obyvatelstvo v průměru i nadále stárnout a že v polovině století počet obyvatel ve věku vyšším 65 let přesáhne 25 % celkového počtu obyvatel Nového Sadu.

### Národnostní struktura
Přestože bylo historicky obyvatelstvo Nového Sadu národnostně smíšené, posílil se po druhé světové válce podíl Srbů na úkor ostatních národností. Původní německé obyvatelstvo bylo vysídleno hned po skončení konfliktu. Podíl a význam Maďarů, Slováků a Rusínů poklesl. Dominantní slovenské obyvatelstvo je pouze v místní části Kysáč severozápadně od centra Nového Sadu. Chorvatské obyvatelstvo žije částečně na území Petrovaradína. V roce 2002 byly národnostní skupiny zastoupeny v Novém Sadu následujícím podílem: Srbové (73,91 %), Maďaři (6,03 %), Jugoslávci (3,69 %), Černohorci (2,23 %), Chorvati (1,84 %) atd. Celkový počet národností, ke kterým se přihlásili obyvatelé Nového Sadu, je 21, celkový počet jazyků je 17.
Město Novi Sad uvádí ve svém statutu čtyři jazyky jako jazyky úřední: srbštinu, maďarštinu, slovenštinu a rusínštinu.

### Náboženský život

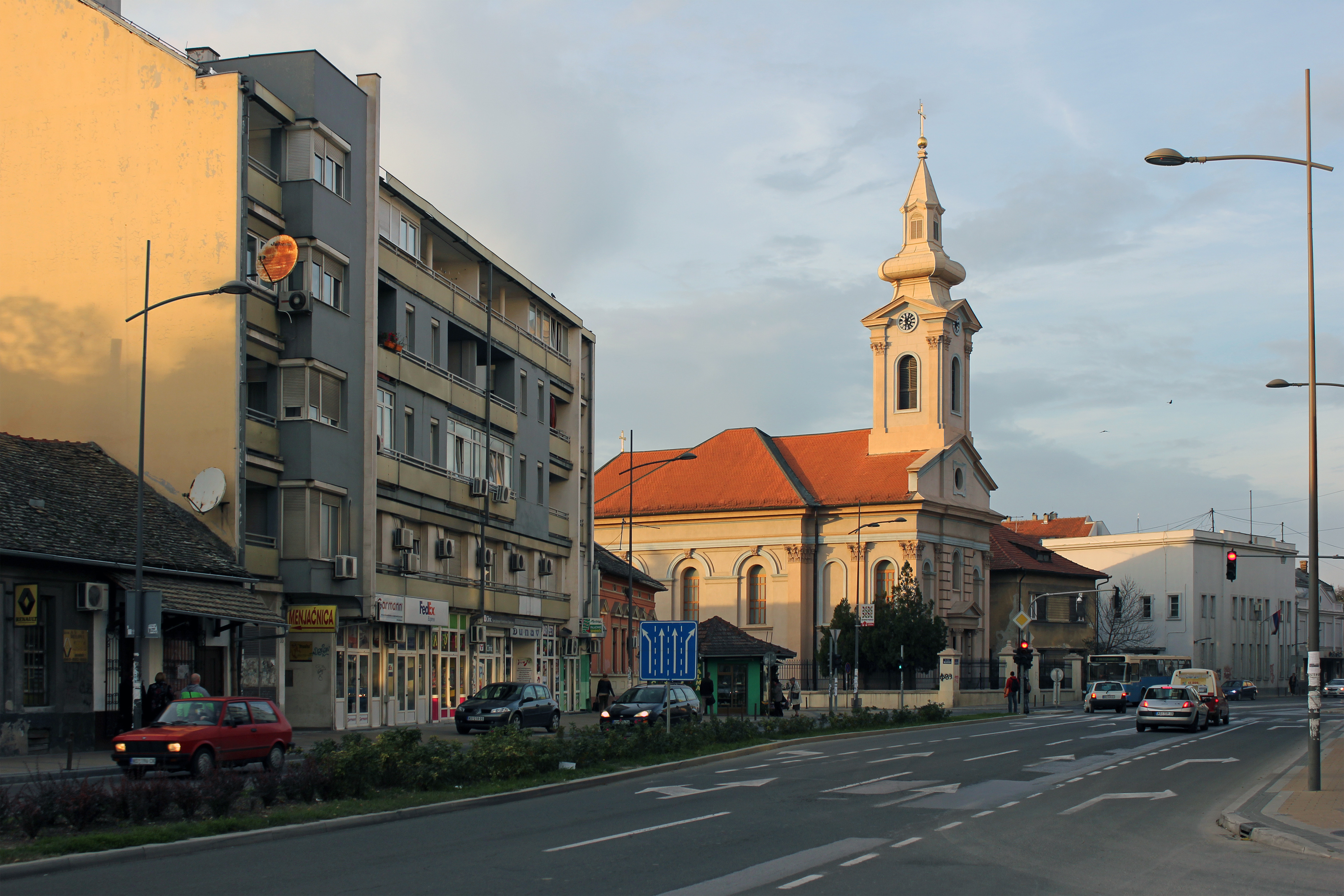
Budova Slovenské evangelické církve v Novém Sadu.

Podle sčítání lidu z roku 2011 bylo obyvatelstvo města Nového Sadu z náboženského hlediska rozděleno následujícím způsobem: 270 831 obyvatel se přihlásilo k pravoslaví, 21 530 k římskokatolické církvi, 8 499 k protestantským církvím, 4 760 k islámu, 84 k judaismu. Město je domovem srbské pravoslavné eparchie Bačka. Sídlí zde také muftí, představitel správní jednotky muslimské obce. Nachází se zde rovněž i kostel slovenské reformované církve, rusínských řeckokatolíků nebo maďarských protestantů.
Před druhou světovou válkou měl Novi Sad židovskou komunitu, která čítala 4 350 osob. Většina z nich válku nepřežila, byli stejně jako většina Židů z oblasti tehdejšího Maďarska buď na místě vyvražděni nebo odvezeni transporty do vyhlazovacích táborů a zemřeli v holocaustu.
Pro srbskou pravoslavnou církev hraje roli hlavního (katedrálního chrámu) chrám svatého Jiří, který se nachází v samotném centru města. Symbolem města je nicméně katolický kostel Jména Panny Marie na hlavním náměstí – náměstí Svobody.

## Obecní správa a politika

### Místní části

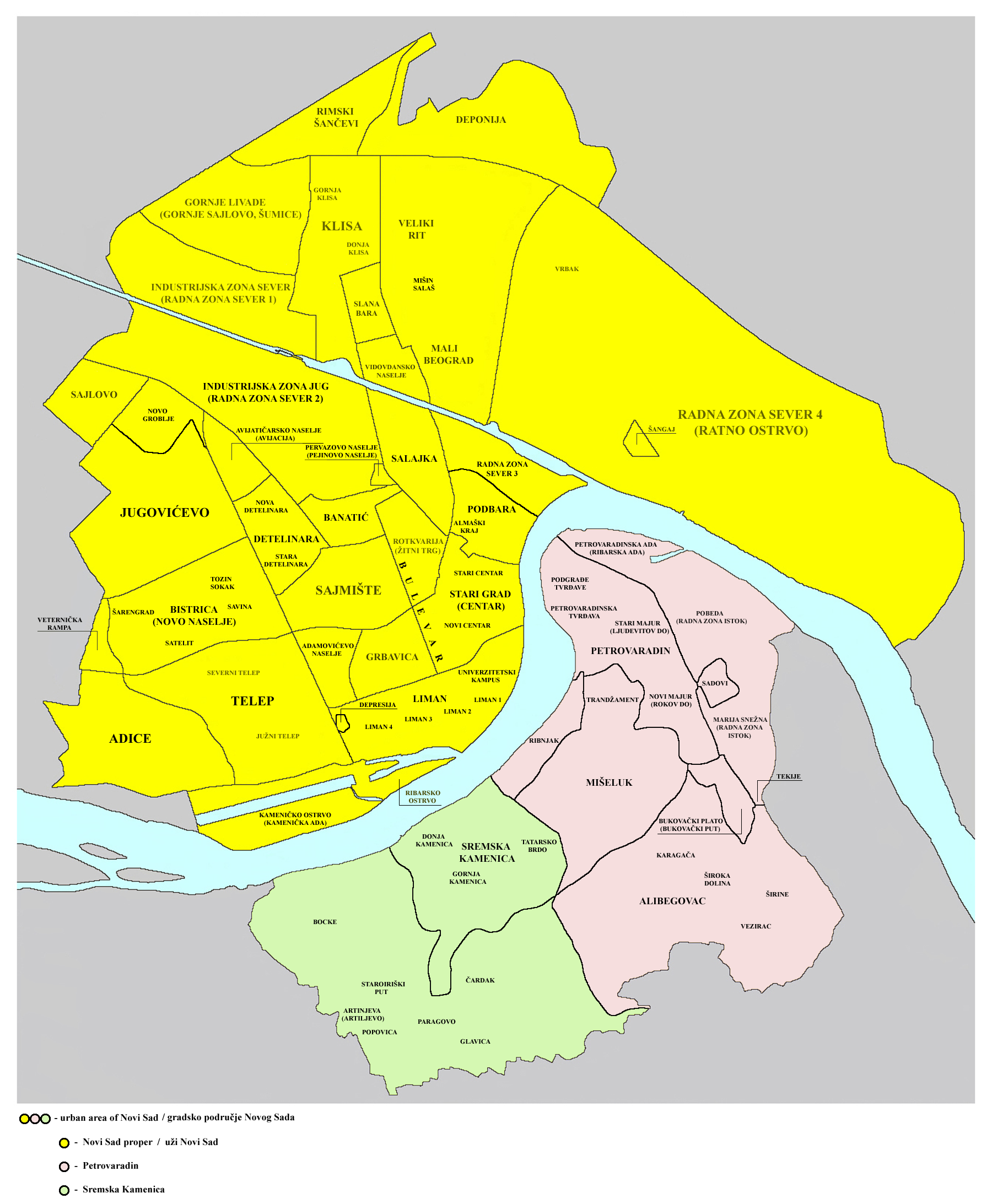
Mapa územního členění Nového Sadu.

Jednotný celek města Nového Sadu tvoří kromě kompaktního města také i Petrovaradín a Sremska Kamenica. Ty se dělí dohromady na celkem 46 místních částí (srbsky Месне заједнице/Mesne zajednice). Každá z nich má vlastní radu se svým předsedou.
Mezi nejstarší části města patří kromě Starého města i Podbara. Do poloviny 19. století, kdy bylo město ještě součástí Rakousko-Uherska, vznikly ještě i dnešní místní části Rotkvarija, Salajka nebo Grbavica. V první polovině 20. století byly vybudovány místní části Banatić, Sajmište, Adamovićevo Naselje, Telep, Detelinara, Liman 1 (nejstarší část) města, Vidovdansko Naselje, Slana Bara, Mali Beograd, Stari Šangaj atd. Místní části Liman (2-4), Satelit, Novo Naselje, Nova Detelinara, Avijatičarsko Naselje a Adice vznikly v druhé polovině 20. století. Některé z nich jsou hustě osídlené, neboť zde (např. Liman) byla vybudována rozlehlá panelová sídliště. Některé městské části vznikly zcela bez územního plánování původně jako černé stavby (Adice, Šangaj).
Pod Městskou opštinu Novi Sad dále spadá 13 okolních obcí: 
- Begeč
- Budisava
- Bukovac
- Veternik
- Kać
- Kysáč
- Kovilj
- Ledinci
- Rumenka
- Stari Ledinci
- Rumenka
- Stepanovićevo
- Futog
- Čenej

Celkem zde žije 86 842 obyvatel města (23,7 % celkového obyvatelstva Města Nového Sadu). Největší sídla tohoto typu jsou (dle sčítání lidu z roku 2002): Veternik (18 582 obyvatel), Futog (18 582 obyvatel), Kać (11 166 obyvatel). Futog, který se nachází západně od Limanu, je spojen souvislou zástavbou z centrem Nového Sadu. Podobný proces probíhá vzhledem k dlouhodobému růstu obyvatel Nového Sadu i u dalších bývalých vesnic, jako např. Veternik, Ledinci, nebo Bukovac.

### Zastupitelstvo a starosta

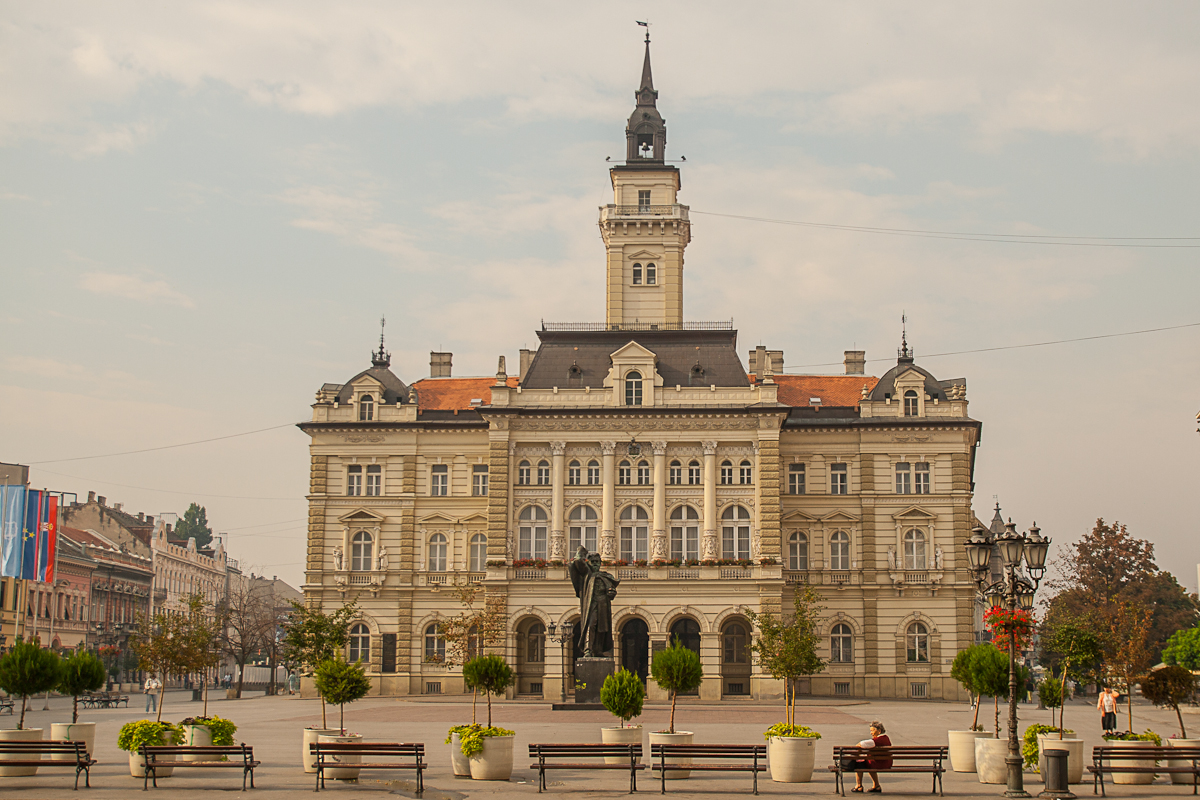
Budova novosadského magistrátu.

Novi Sad má status města, které tvoří dvě opštiny: Městská opština Novi Sad (na levém břehu Dunaje) a Městská opština Petrovaradín (na pravém břehu Dunaje). Hranici mezi nimi tvoří řeka Dunaj. Samosprávu města Novi Sad tvoří Zastupitelstvo města Novi Sad (skupština), primátor města, Rada města, Magistrát města a nezávislé regulatorní orgány. Zastupitelstvo města sídlí v poválečné budově, která se nachází na Bulváru Mihajla Pupina v samotném centru města. Zastupitelstvo má 78 křesel a v roce 2017 v něm většinu měla Srbská pokroková strana, stejně i jako v 3. dekádě 21. století.
V roce 2023 byl starostou Milan Đurić, který byl zvolen do funkce o rok dříve.

### Znak a vlajka
Znak města Nového Sadu tvoří štít v jehož horním modrém poli se nachází tři stříbrné věže. Nad nimi letí holub s olivovou ratolestí. V dolní části znaku se nachází zelené pole se stříbrnou klikatou čarou, která představuje Dunaj. Vlajka města Nového Sadu má vyobrazen i tento znak, nicméně jen v bílo-modré barevné variantě.
Znak města je historický a udělila jej císařovna Marie Terezie v polovině 19. století. Používán byl i během existence Rakousko-Uherska a nezměnil se i po vzniku Království Srbů, Chorvatů a Slovinců, potažmo Jugoslávie.

## Hospodářství

### Zemědělství

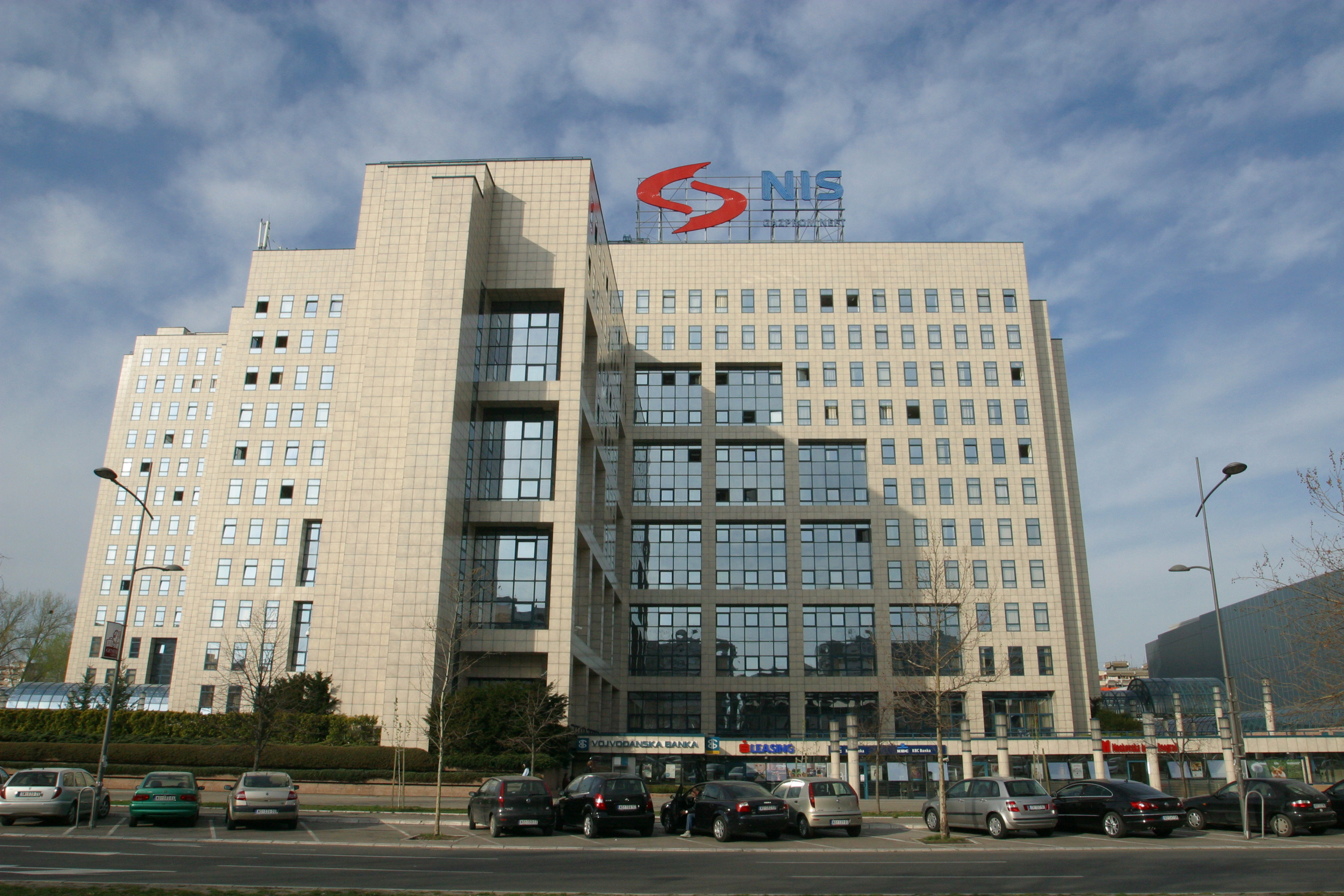
Sídlo společnosti NIS v Novém Sadu.

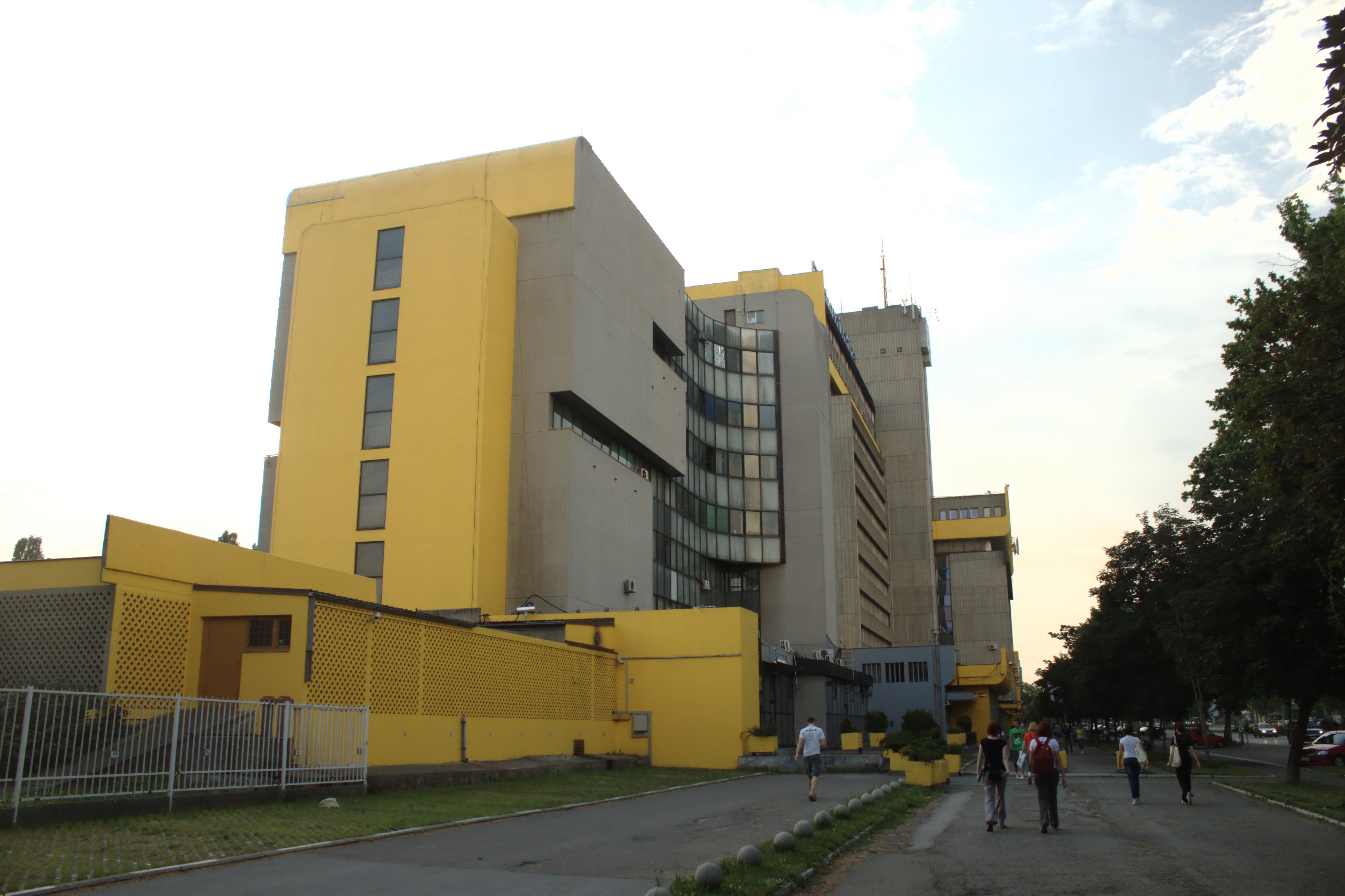
sídlo společnosti Elektrovojvodina.

Novi Sad je ekonomické centrum Vojvodiny, nejúrodnější zemědělské oblasti v Srbsku. Město je jedním z největších ekonomických a kulturních center země a i v bývalé Jugoslávii mělo nezastupitelné postavení. V roce 1981 mělo město Novi Sad 172 % celojugoslávského průměru HDP na obyvatele. 
Zemědělská produkce je intenzivní na rovinatých plochách severně, západně a východně okolo města. V roce 2007 se na polích, spadající pod území Nového Sadu vypěstovalo 81 tisíc tun kukuřice, 31 tisíc tun pšenice, 62 tisíc tun cukrové řepy apod.

### Průmysl
Kromě zemědělství, které je tradičním způsobem obživy vojvodinského venkova, zde je přítomen i průmysl. Tradičně se v Novém Sadu vyrábělo textilní zboží, potraviny a elektrická zařízení. Nachází se zde také zmíněná rafinerie.
V souvislosti s modernizací města byl v 70. a 80. letech průmysl přesunut z jádra města do nově zřízených průmyslových zón na jeho okrajích. Průmyslová zóna Sever I se rozkládá severně od kanálu DTD nedaleko od Klisy a sídlí zde např. závody na zpracování masa nebo chemické podniky. Společnosti Novkabel, Mašinremont a další mají závody v průmyslové zóně Sever II, která je umístěna mezi samotným kanálem a hlavním nádražím. Průmyslové zóny Sever III a Sever IV se nacházejí u ústí kanálu DTD do řeky Dunaje, na severovýchodním okraji města. Poslední uvedená zahrnuje rozsáhlý areál zmíněné novosadské rafinerie. Průmyslová zóna Východ je umístěna na druhé straně řeky Dunaje, v Petrovaradínu a zahrnuje především areál továrny Pobeda.
Průmysl města v 90. letech 20. století těžce strádal ekonomickými sankcemi, kterými se západní svět pokoušel izolovat tehdejší politický režim. Sankce a hyperinflace vedly k dalšími poklesu životní úrovně, zastarávání podniků a snižování výkonnosti výroby. Někteří z velkých producentů museli své závody uzavřít a zbankrotovali. Mezi takové podniky patřil například Novkabel (výroba elektrických kabelů) – později byl restrukturalizován, Pobeda (zpracování kovů), Jugoalat, Albus a HINS (chemický průmysl). Rafinerie ekonomické škody ustála, byla nicméně cílem bombardování v roce 1999.
Pro budoucí rozvoj ekonomiky města vnímá Novi Sad jako nezbytnou revitalizaci opuštěných oblastí (brownfieldů), opuštěných vojenských objektů a nepoužívaných částí průmyslových zón. V roce 2021 byla v Novém Sadu otevřena továrna společnosti Continental Automotive.

### Služby
Po roce 2001 došlo k ekonomice k významném zvratu. Srbsko se otevřelo západnímu světu a začal ekonomický vzestup. Hospodářství se začalo, podobně jako v jiných zemích střední a východní Evropy, orientovat na terciární sektor, tedy služby. Fungující státní podniky byly privatizovány. V roce 2008 v ekonomické aktivitě města byly malé podniky zastoupeny 18,3 %, střední 13,4 % a velké 67,9 %, s tím, že roste podíl malých a středních podniků na úkor těch velkých. Snížila se také nezaměstnanost, z 22,5 % v roce 2004 na 14,65 % v roce 2008.
Význam Nového Sadu jako finančního centra potvrzuje velký počet bank, mezi které patří například Vojvođanska banka, Kulska banka, Panonska banka a pobočky některých dalších mezinárodních finančních ústavů. V roce 2010 zde působilo celkem 28 peněžních ústavů. Ve městě se nachází také i sídlo podniku Naftne industrije Srbije, tedy hlavní ropné společnosti Srbska. V druhé polovině druhé dekády 21. století i v Novém Sadu vznikla velká nákupní centra, jako např. BIG na třídě Sentandrejski put. V Novém Sadu také sídlí Hospodářská komora Vojvodiny (srbsky Privredna komora Vojvodine).

### Turistika
Po roce 2000 začal počet návštěvníků Nového Sadu pravidelně růst v souvislosti s otevíráním Srbska Evropě. V roce 2007 jej navštívilo celkem 97 tisíc návštěvníků. Hlavní událostí, která přiláká nejvíce návštěvníků, je hudební festival EXIT, který ročně navštíví okolo 150 tisíc lidí. Další akcí, která je populární rovněž v regionu je také Novosadský veletrh (Novosadski sajam), který se koná vždy v květnu. V roce 2023 se má uskutečnit již jeho 100. ročník. V roce 2017 počet návštěvníků veletrhu dosáhl 130 000 lidí. Veletrh se koná na místním výstavišti, které se nachází v západní části města (Detelinara) a které bylo po roce 2000 kompletně zmodernizováno. Výstaviště slouží především pro výstavy v oblasti zemědělské techniky; v provozu je již od roku 1933.
Ve městě se nachází turistický přístav, které je umístěno na Dunaji u Varadínského mostu, kde zastavují výletní lodě. (na nábřeží Sunčani kej).
Hlavním turisticky atraktivním objektem je nad městem se vypínající Petrovaradínská pevnost s ikonickou hodinovou věží, kde se rovněž nachází i zmíněné městské muzeum a ze kterého se nabízí pohled na historické centrum města. To je rovněž často navštěvovaným místem. 20 km jihozápadně od Nového Sadu dále leží Národní park Fruška Gora, do něhož řada návštěvníků cestuje právě z Nového Sadu. V roce 2016 byl ve městě otevřen Dino-park s replikami 26 dinosaurů. Oblíbené je rovněž i centrum města, jehož střed byl upraven do podoby na sebe navazujících pěších zón, včetně hlavní třídy, ulice Zmaj Jovina.
Roku 2008 město navštívilo celkem 97 tisíc turistů, což představovalo okolo čtyř procent z celkového počtu návštěvníků země. V první polovině roku 2018 bylo v Novém Sadu zaznamenáno okolo dvou set tisíc přenocování. V prvních čtyřech měsících roku 2022 to bylo celkem 49 000 přenocování. Nejvíce mezi zahraničními turisty byli zastoupeni návštěvníci z Ruska, Německa a Francie.

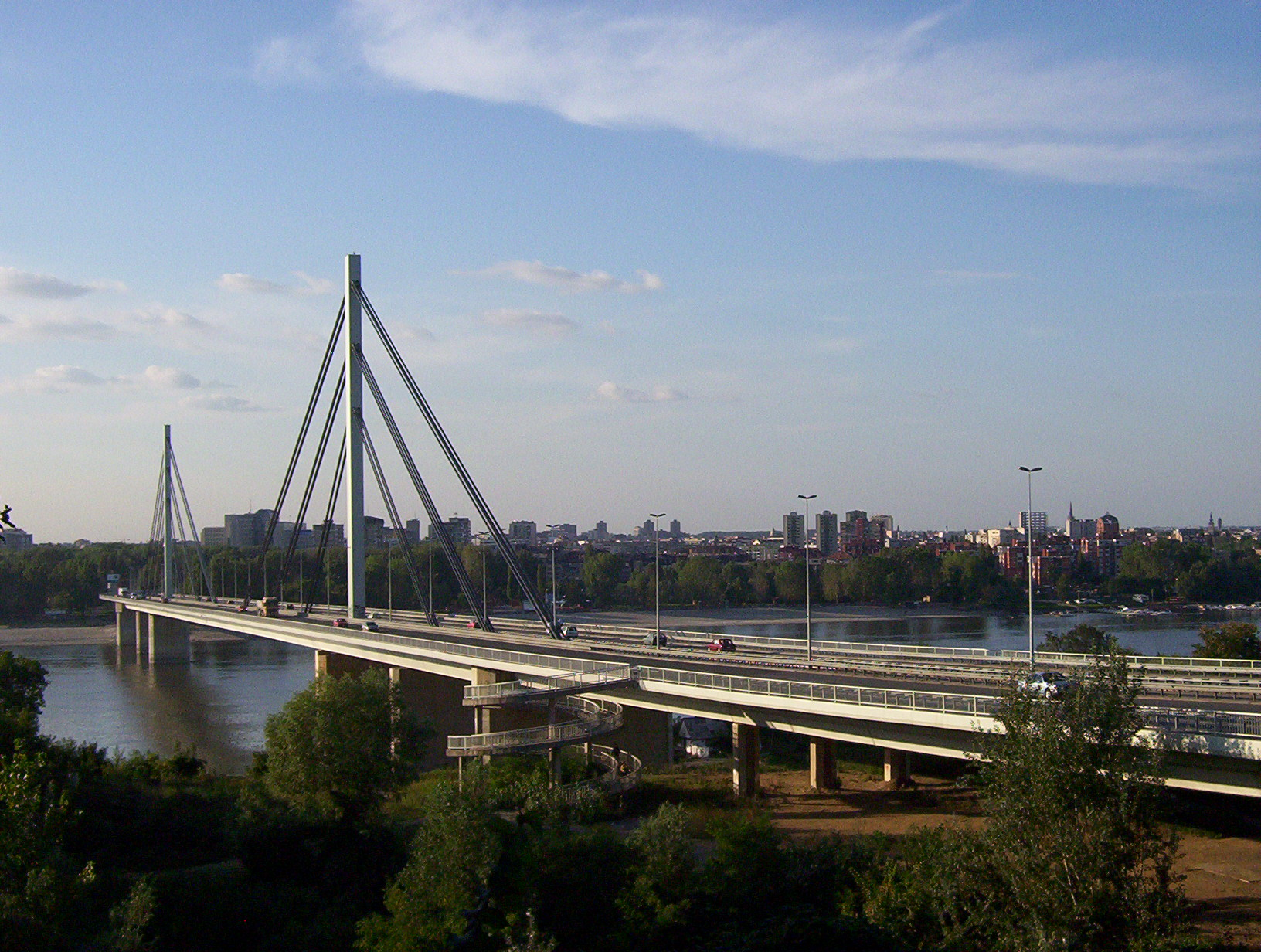
Most svobody
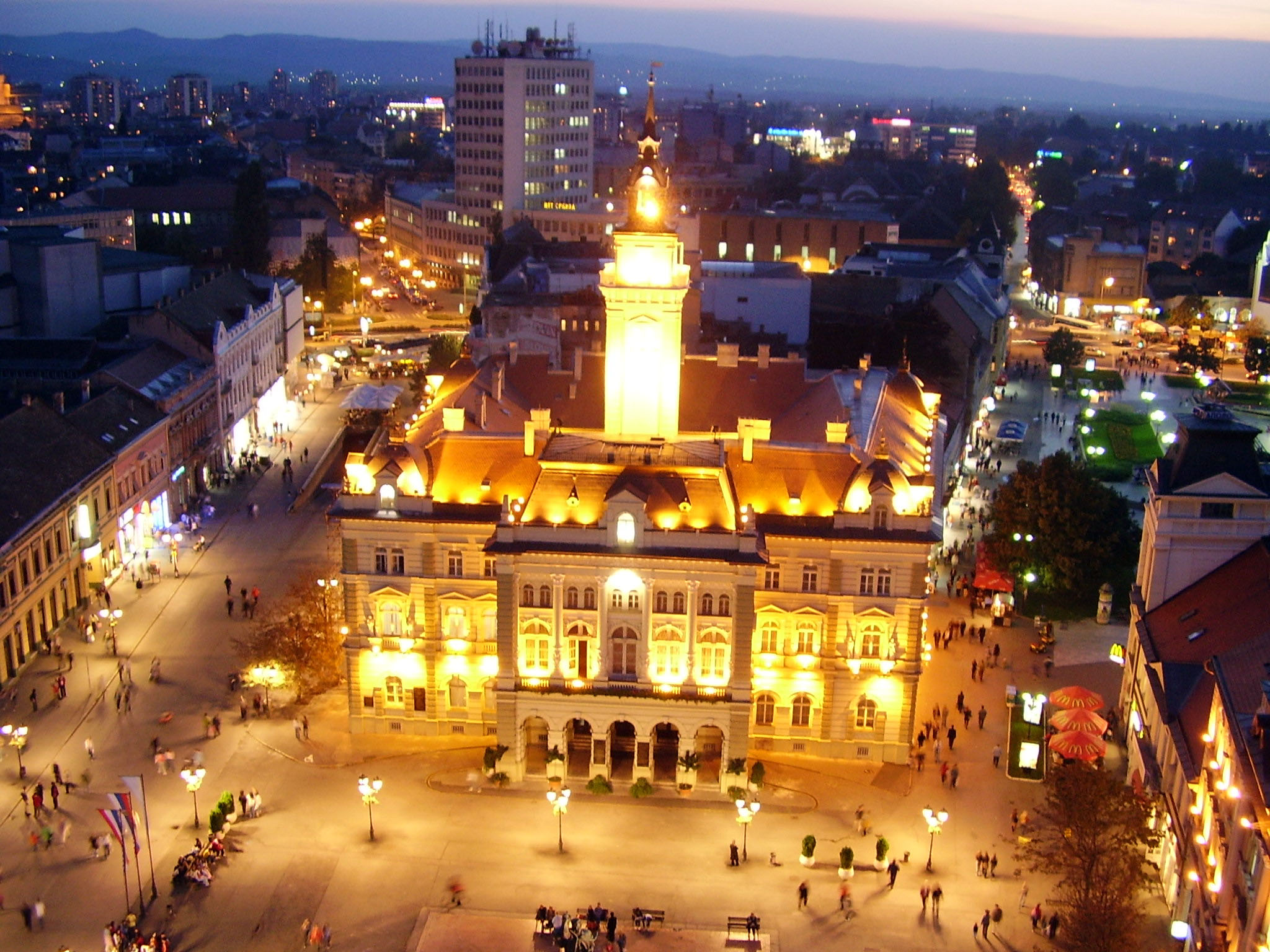
Městská radnice na Náměstí svobody
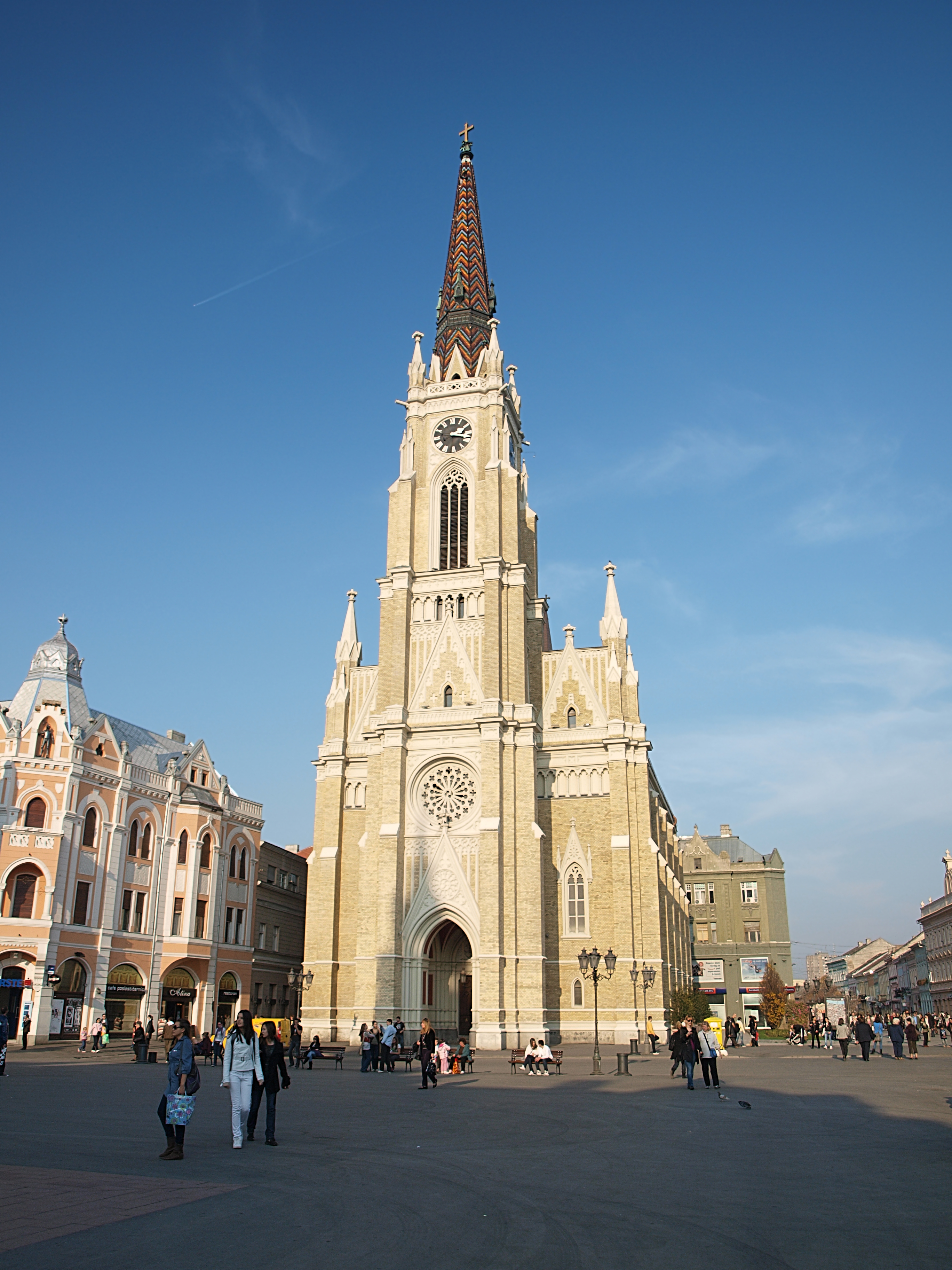
Kostel Jména Panny Marie
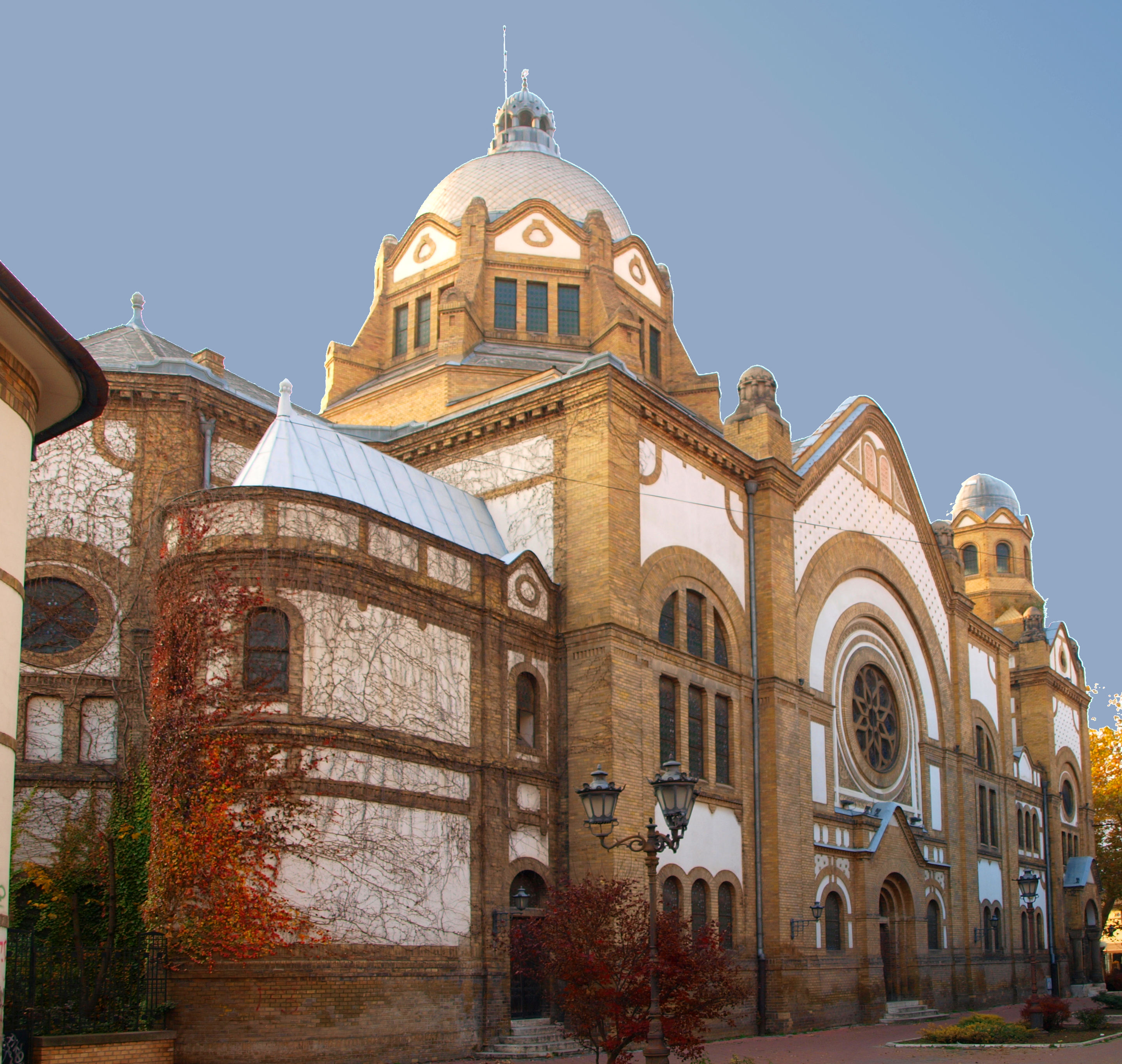
Novosadská synagoga
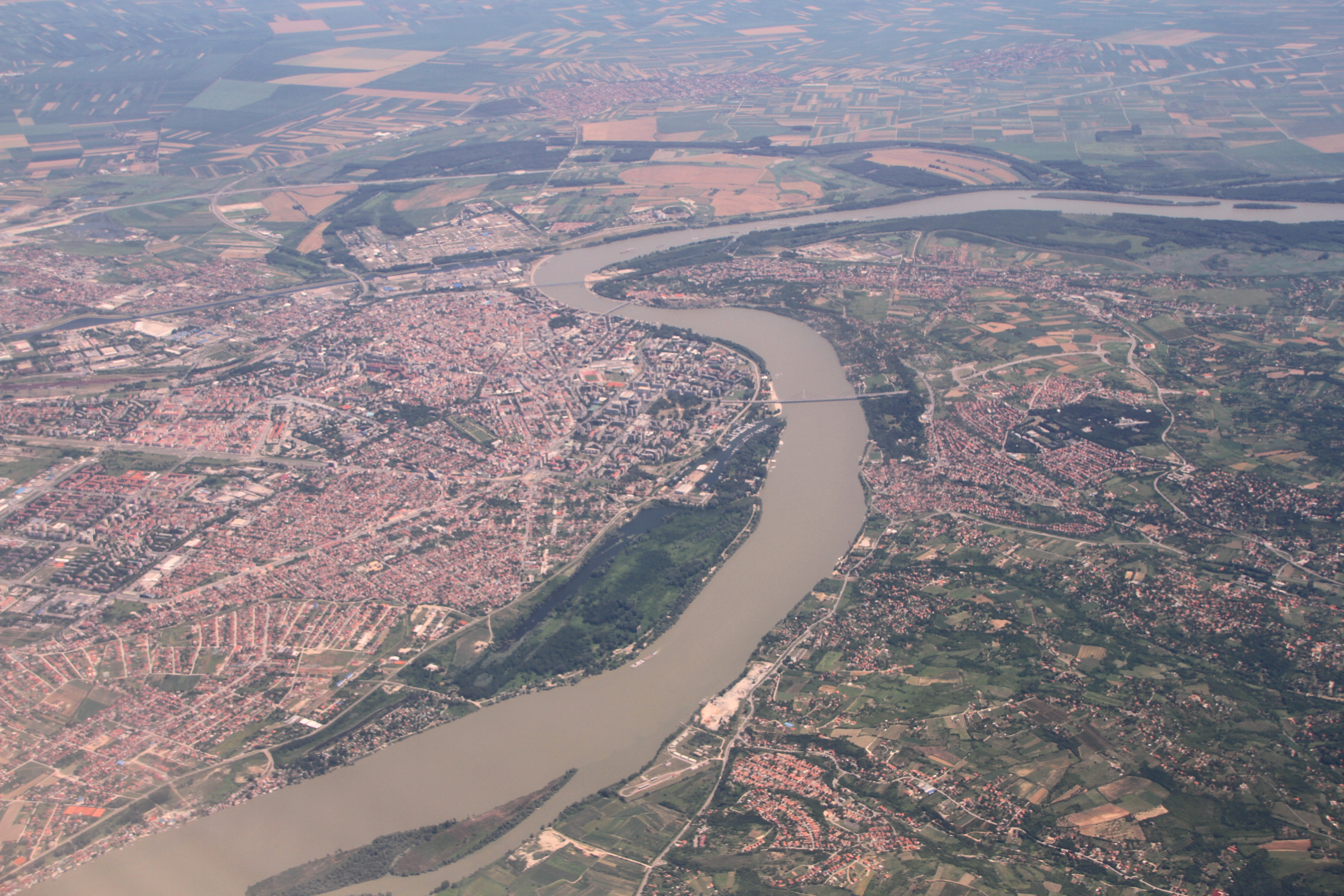
Letecký pohled
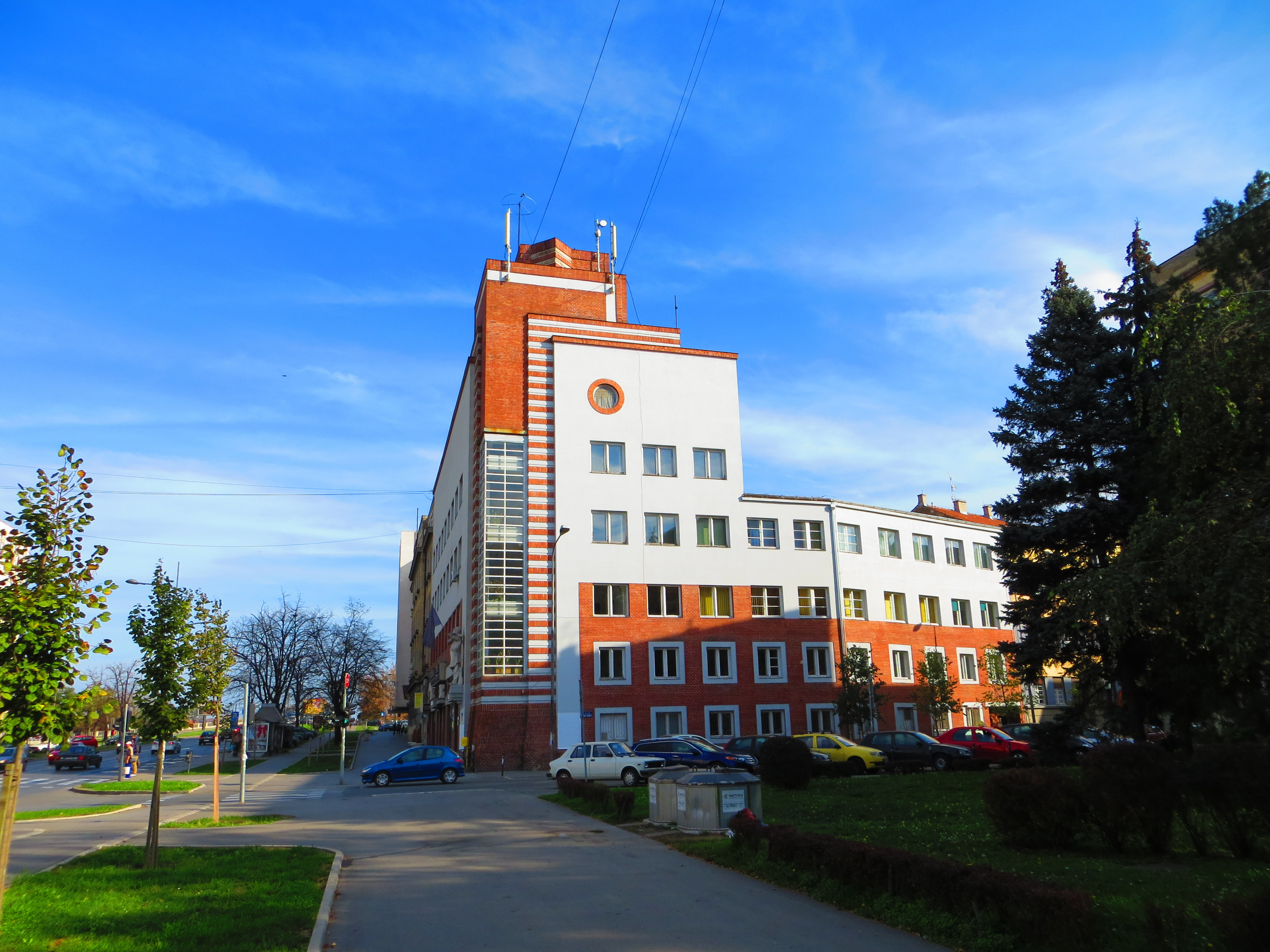
Dělnický dům
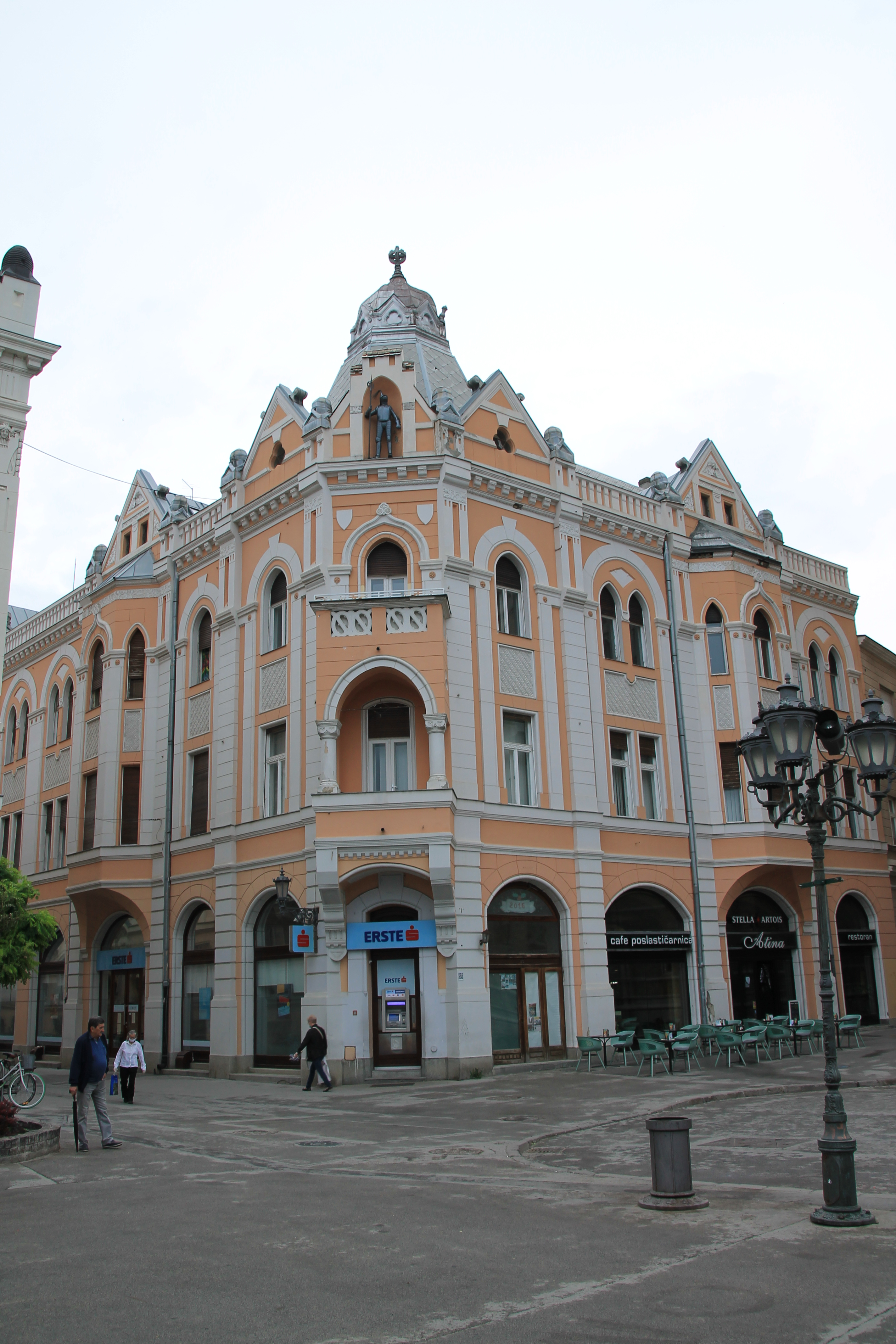
Palác Železný člověk
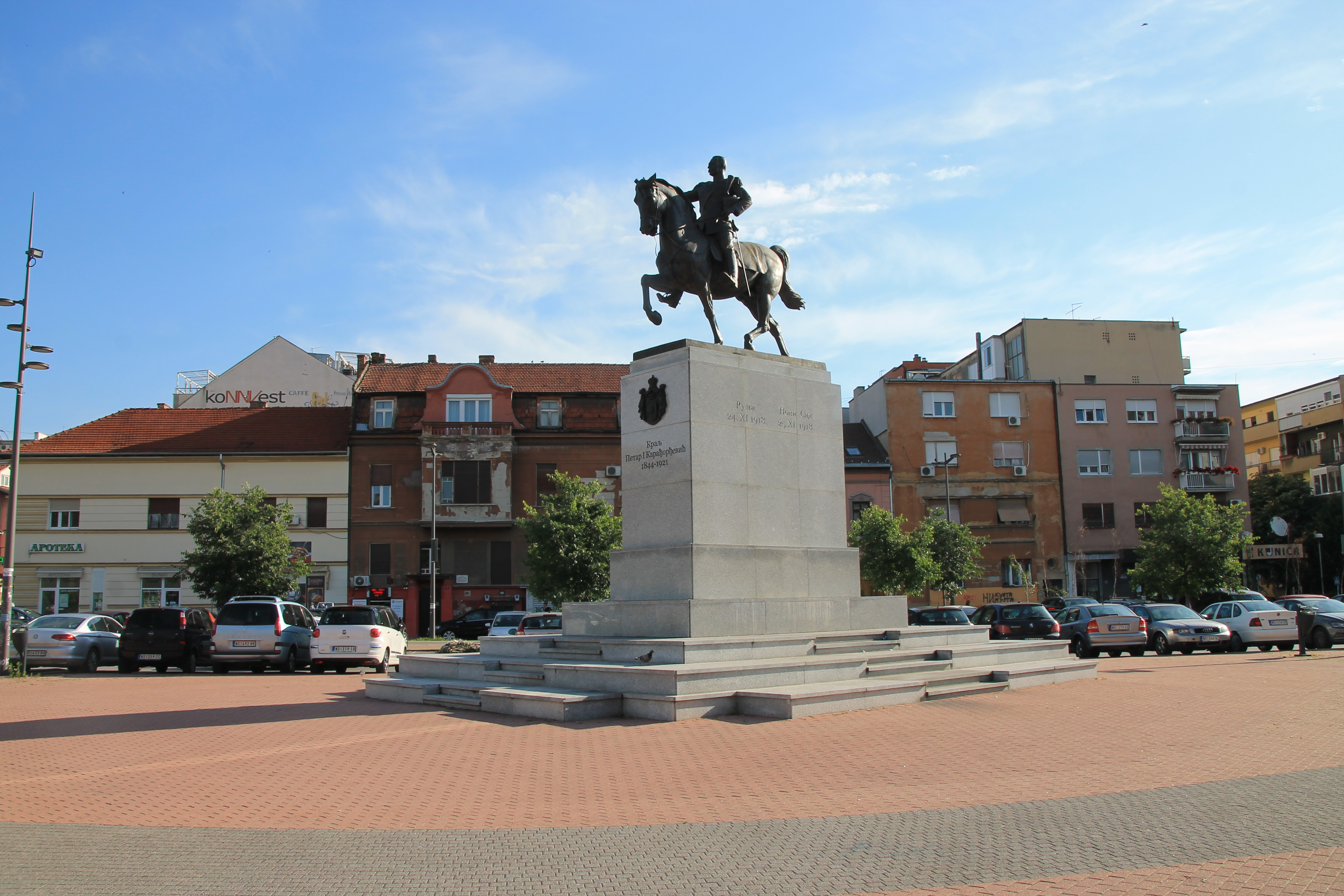
Jezdecká socha Petra I. Karađorđeviće na Náměstí republiky
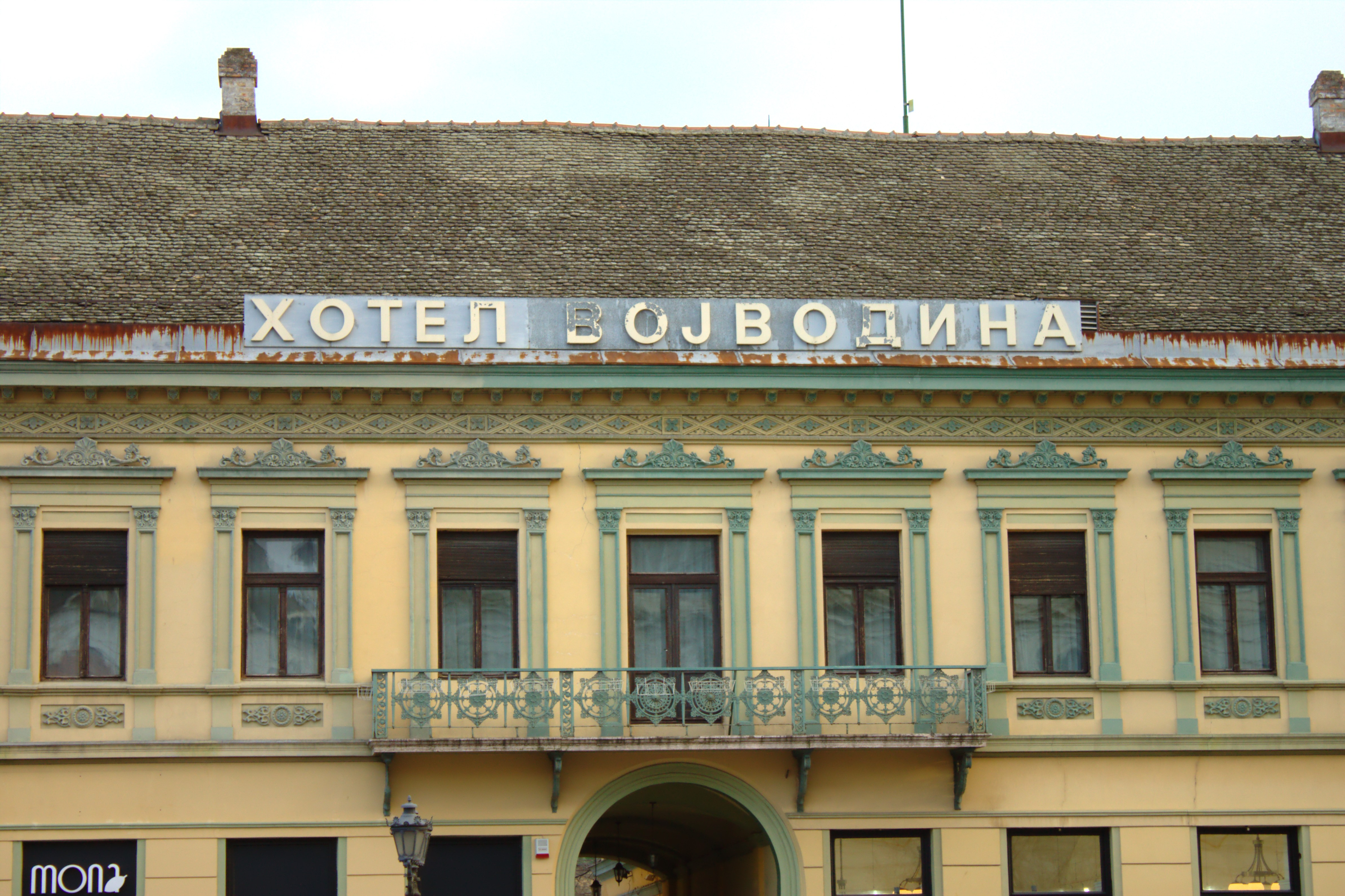
Hotel Vojvodina
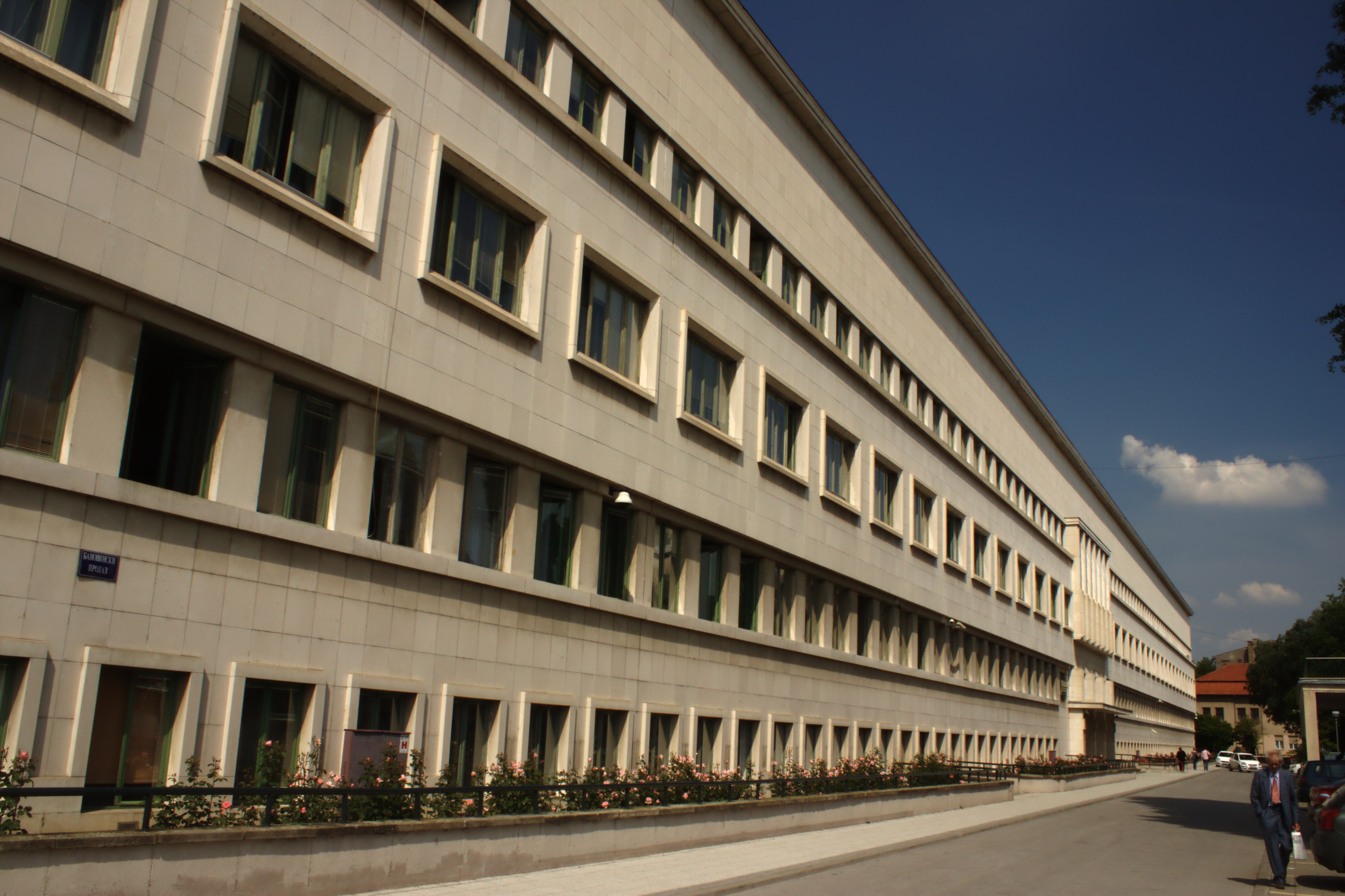
budova Bánoviny, dnes sídlo Autonomní oblasti Vojvodina.
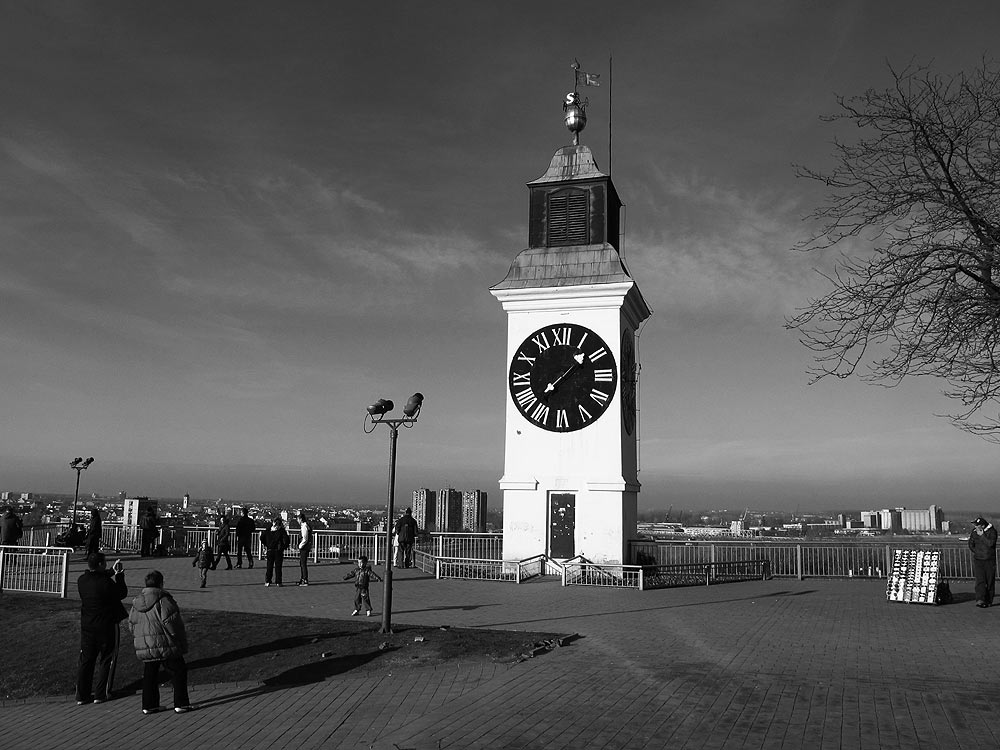
Výhled na město u hodin na Petrovaradínské pevnosti, oblíbené místo návštěvníků města.

## Doprava

### Silniční doprava

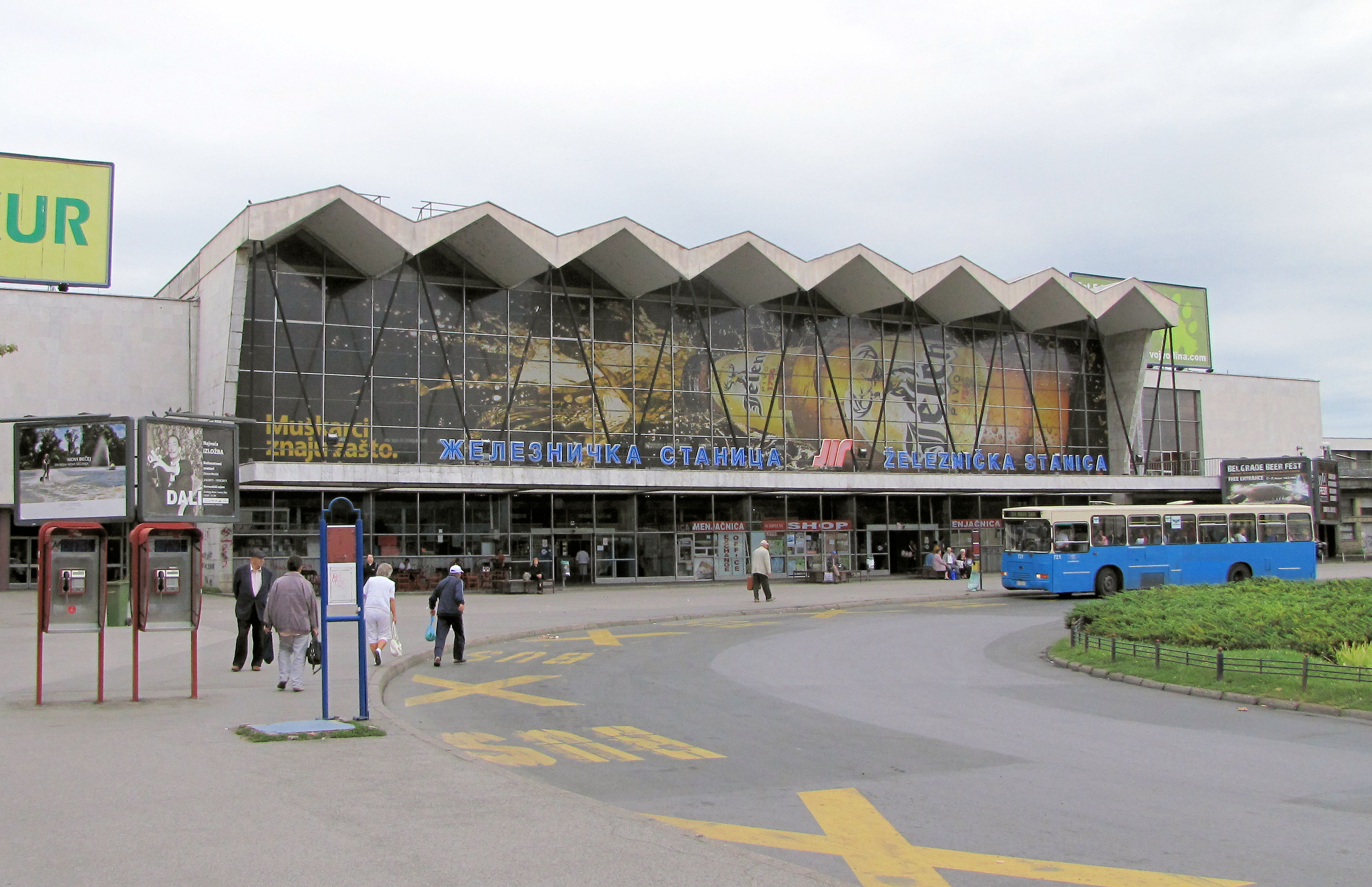
Železniční stanice

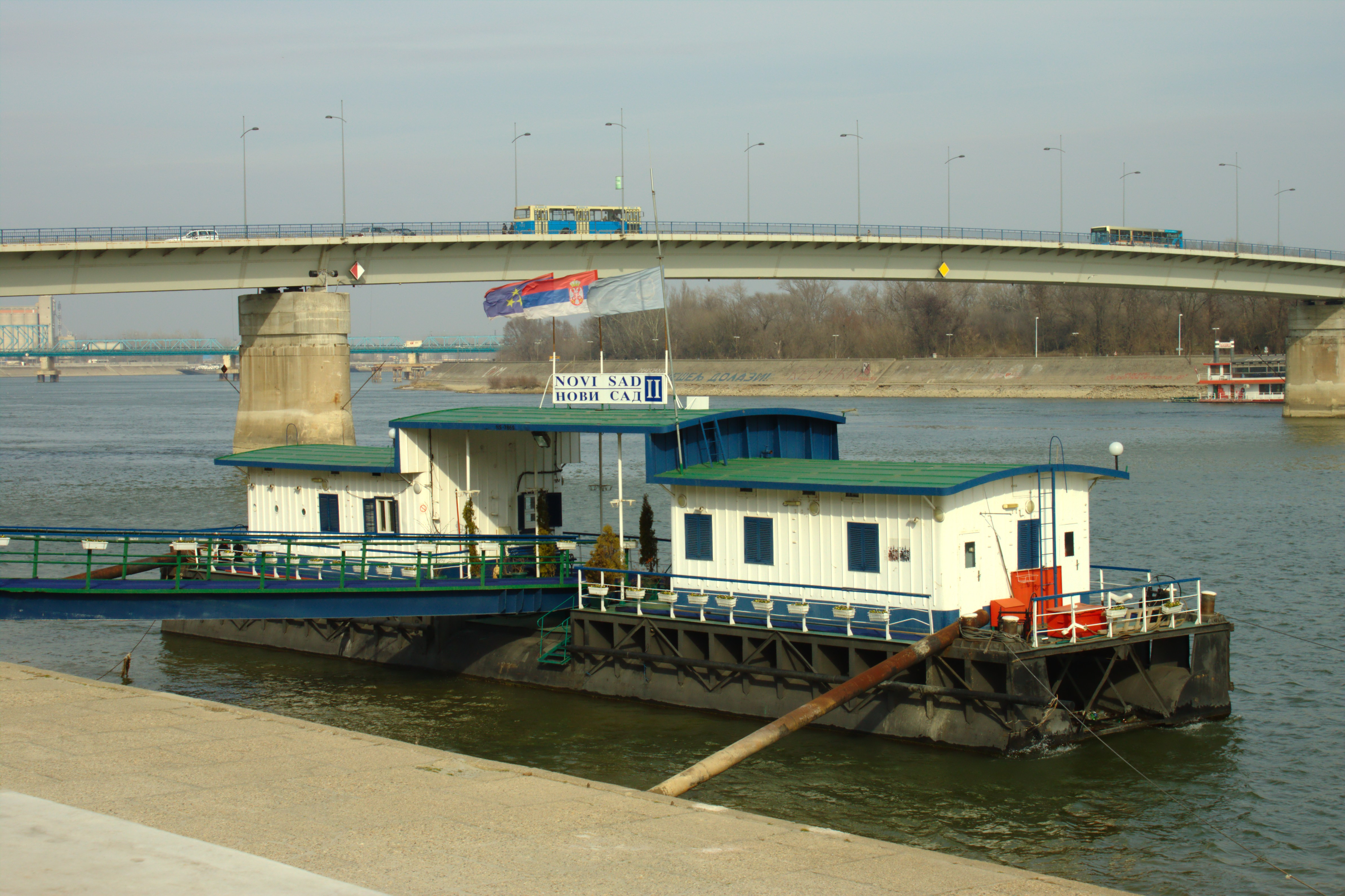
Přístaviště na Dunaji

Novi Sad je významnou zastávkou na mezinárodním dopravním tahu Budapešť – Bělehrad (prochází tudy také i dálnice) a vedou sem i některé dopravní tahy regionálního (srbského) významu. Novi Sad je spojen silnicí s následujícími městy: Bačka Palanka, Bački Petrovac, Subotica, Bečej, Zrenjanin, Perlez, Sremski Karlovci, Ruma, Beočin. Vzhledem k charakteru krajiny, do které je Novi Sad umístěn, není kolem města vybudován okruh (tak jako ho má např. Bělehrad, či Sarajevo. Roli hlavního průtahu městem hraje Bulvár osvobození, představující centrální osu moderní části města a několik dalších tříd, vystavěných po druhé světové válce v pravoúhlém topografickém plánu.

### Železniční doprava
Město je významnou železniční křižovatkou. Hlavní trať, vedoucí ze Subotice do Bělehradu. Severně od města se poté větví do několika dalších tratí: směrem na východ (do Zrenjaninu), směrem na sever (do Bečeje) a směrem na západ (do města Bogojevo). Město má jedno hlavní nádraží, které je umístěno v severní části města, na samotném konci Bulváru osvobození (srbsky Bulevar oslobođenja). V jeho blízkosti stojí také autobusové nádraží. Železniční nádraží procházelo v souvislosti s modernizací železniční trati ze Subotice do Bělehradu v první polovině 20. let 21. století rozsáhlou modernizací a bylo proto do roku 2022 uzavřeno.

### Vodní doprava
Novi Sad se nachází na evropském veletoku Dunaji. Proto nelze zpochybnit význam dopravy lodní, a to ať už osobní (zajištěno je spojení např. do Iloku), či nákladní. Přes Novi Sad proplouvají četné nákladní lodě. Město má celkem tři přístavy. Na místě, kde kanál Dunaj–Tisa–Dunaj ústí do Dunaje, se nachází rozsáhlý nákladní přístav. V roce 2022 bylo rozhodnuto o jeho kompletní obnově. Osobní přístav pro lodě, které plují po Dunaji, se nachází v centru města na nábřeží Sunčani Kej a byl v roce 2020 rekonstruován.

### Letecká doprava
Severně od Nového Sadu se nachází malé letiště, které slouží pro sportovní účely a příležitostní nákladní dopravu. Většina obyvatel města nicméně využívá bělehradské letiště, která je vzdálené 80 km jihovýchodně a je dobře dostupné po dálnici.

### Městská doprava
Novi Sad má síť městské dopravy, kterou tvoří převážně autobusy. Městský dopravní podnik (JGSP Novi Sad) provozuje městské linky. Autobusová síť zajišťuje dopravu nejen ve městě, ale i v příměstských oblastech. V provozu je několik desítek linek. Původně vyřazené autobusy ze Západní Evropy doplnily později novější a v 3. desetiletí 21. století se město rozhodlo nakoupit i elektrické autobusy.
Vzhledem k roli města jako regionální metropole dojíždí do Nového Sadu i obyvatelé dalších bližších sídel, jakými jsou např. Sremski Karlovci, Beočin, Temerin, Báčský Petrovec a další. Provozována je proto i síť příměstské dopravy, v některých směrech tuto roli plní i vlaky.
V letech 1911–1958 zde byly v provozu i tramvaje. V souvislosti s modernizací města a jeho rychlým rozvojem se však ukázala jako nemoderní a postupně proto zrušena. Diskuze o možné obnově tramvajové sítě v Novém Sadu se čas od času opětovně objevují. Možnost jejich obnovy je zanesena do místního územního plánu. Předpokládána je obnova do místní části Novo Naselje.

### Cyklistická doprava
Díky síti moderních širokých bulvárů bylo možné v minulých desetiletích zbudovat v Novém Sadu širokou síť cyklostezek. Město je v Srbsku známé především díky značnému podílu cyklistické dopravy. Jednotlivé cyklopruhy a cyklostezky jsou oddělené od ostatních druhů dopravy. Město má okolo 100 km cyklostezek. Městem prochází trasa EuroVelo 6 (vedená po břehu Dunaje) a na síť místních cyklistických tras jsou napojené i ty v pohoří Fruška Gora.

## Společnost

### Školství

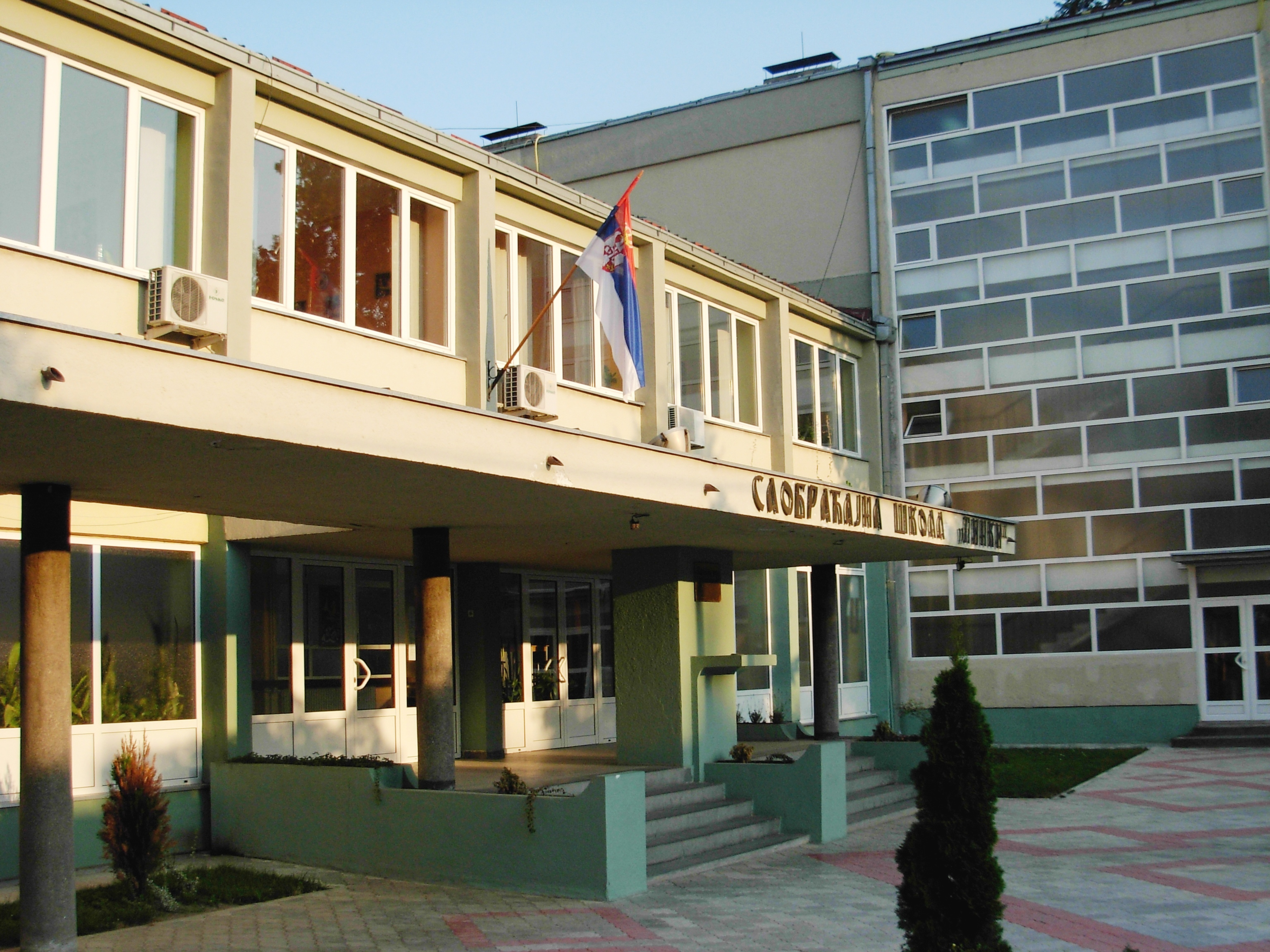
Střední dopravní škola v Novém Sadu

Novi Sad byl v 19. století považován za tzv. „srbské Atény“, vzhledem ke skutečnosti, že se jednalo o největší město s významným podílem Srbů na území Uherska. V roce 1810, jen dva roky poté, co vznikla v Bělehradě první vysoká škola, bylo v Novém Sadu založeno gymnázium, které dnes nese název spisovatele Jovana Jovanoviće Zmaje z přelomu 19. a 20. století. Na tomto gymnáziu také působil i buditel Pavel Josef Šafařík Po druhé světové válce (v roce 1960) pak město získalo i vlastní univerzitu spolu s vlastním kampusem, který se nachází na březích řeky Dunaje. 
Bývalá Dělnická univerzita (srbsky Раднички универзитет) byla známá především díky vyhořelé výškové budově, která se nachází na Stražilovské ulici jižně od středu města. Budova byla později prodána soukromé společnosti a renovována na počátku 20. let 21. století. Otevřena má být roku 2022.
V současné době se v Novém Sadu nachází 38 základních škol, 4 gymnázia (Gymnázium „Jovan Jovanović Zmaj“, Gymnázum Svetozara Markoviće, Gymnázium Isidory Sekulić, Gymnázium Lazy Kostiće), 20 dalších středních škol a kromě státní Univerzity v Novém Sadu (na které studuje cca 50 000 posluchačů) i několik soukromých vysokých škol, např. Univerzita Edukons, Univerzita Hospodářská akademie (srbsky Универзитет Привредна Академија), a další.
Ve městě dále působí Výzkumný klub (srbsky Naučni klub).
V roce 2010 bylo 1,43 % obyvatel města bez jakéhokoliv vzdělání a 12,43 % obyvatel Nového Sadu mělo vysokoškolské vzdělání.

### Zdravotnictví

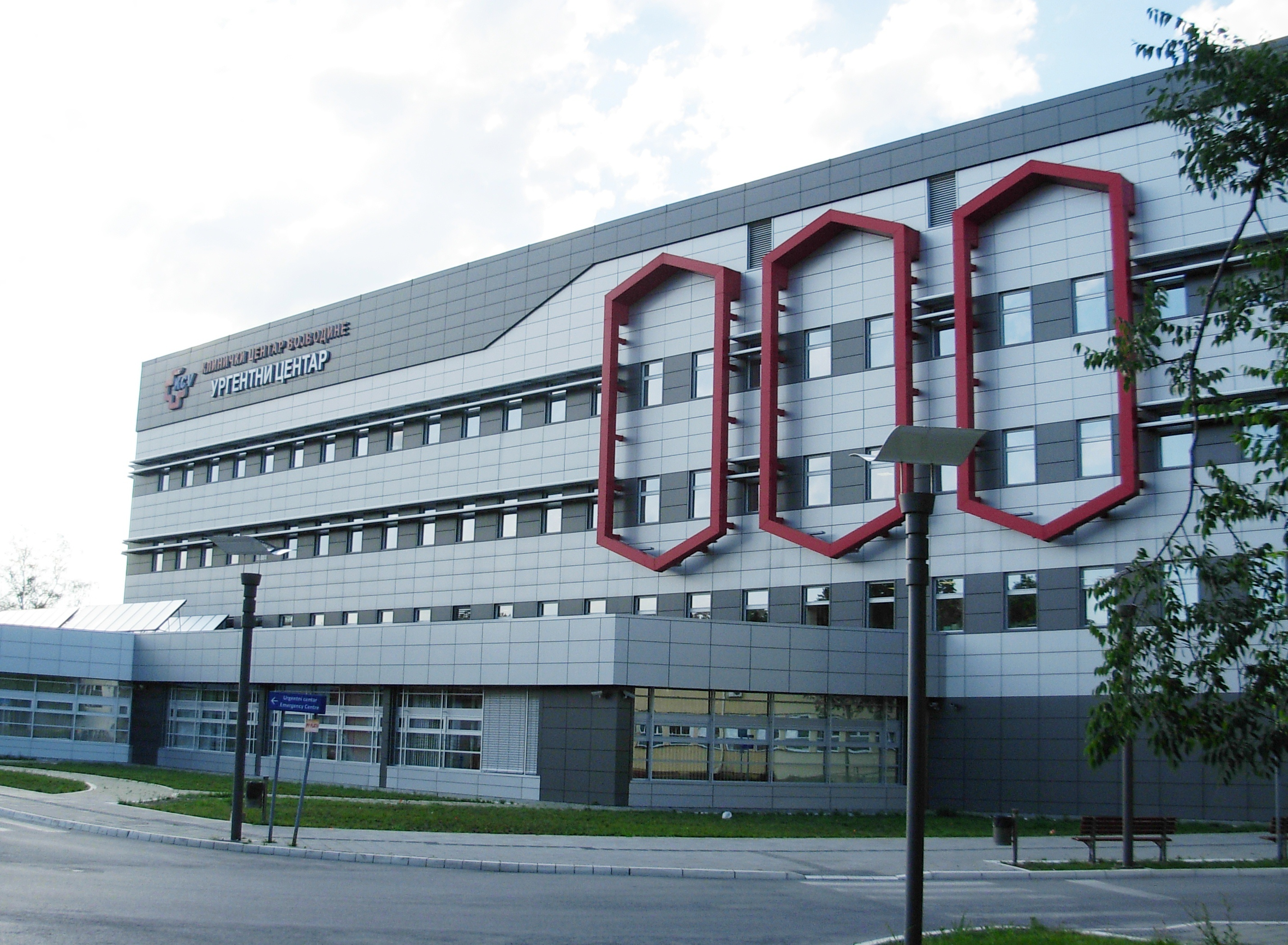
Urgentní příjem Klinického centra Vojvodiny, KCV.

V Novém Sadu se nachází Klinické centrum Vojvodiny (KCV), které hraje roli hlavní oblastní nemocnice. V roce 2005 zde bylo hospitalizováno celkem 33 000 lidí. Nemocnice leží nedaleko Futožského parku.
Kromě uvedené nemocnice se zde nachází i Instittu pro zdravotní ochranu dětí a mládeže Vojvodiny (srbsky Institut za zdravstvenu zaštitu dece i omladine Vojvodine), a Speciální nemocnice pro revmatická onemocnění (srbsky Specijalna bolnica za reumatske bolesti Novi Sad).
Během pandemie nemoci COVID-19 byla v Novém Sadu provozována i speciální nemocnice (třetí v Srbsku) která byla určena pouze pro tento případ.

### Média
V Novém Sadu sídlí oblastní veřejnoprávní televize a rozhlas Rádio a televize Vojvodiny (RTV). Vysílá zde rovněž i městská televizní stanice (srbsky Новосадска телевизија) a i některé soukromé televizní stanice, např. Kanal 9, Panonija a RTV Most. Významné místní soukromé rozhlasové stanice jsou AS FM a Radio 021.
Ve městě sídlí také noviny Dnevnik. Sídlí zde některá nakladatelství, např. nakladatelství Matice srbské, Stilos a Prometej. 

### Sport

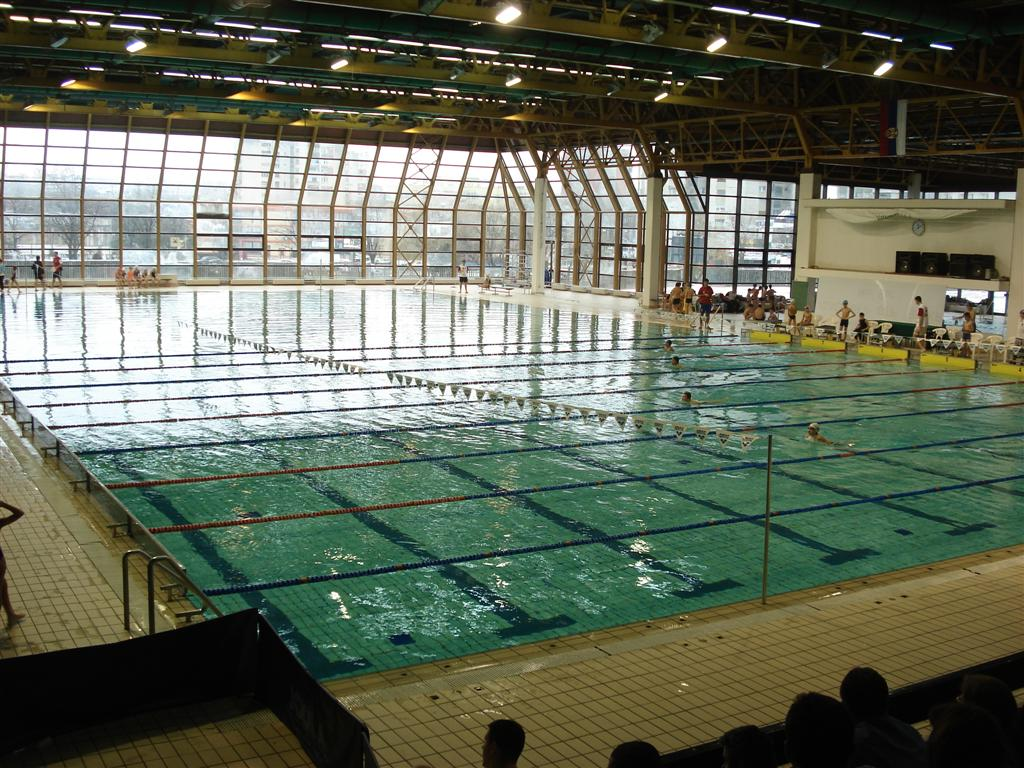
Plavecký bazén v Novém Sadu.

Novi Sad má jednu z nejdelších tradic v oblasti sportu v celém Srbsku. Městský střelecký klub, založený v roce 1790, se stal první sportovní organizací v Novém Sadu, ještě v době existence Uherska. Dnes v Novém Sadu působí asi 220 sportovních klubů.
V Novém Sadu sídlí sportovní týmy Vojvodina, které hrají fotbal, basketbal, vybíjenou, házenou, vodní pólo, box, jduo, karate, stolní tenis, tenis a další sporty. Fotbalový tým FK Vojvodina působí v Novém Sadu již od roku 1914 a působí v první fotbalové lize Srbska. V místní části Detelinara sídlí fotbalový tým FK Novi Sad.
Mezi další sportovní týmy, které jsou v Novém Sadu známé, jsou OK Vojvodina (vybíjená), KK Vojvodina (basketbal) RK Vojvodina (házená) a VK Vojvodina (vodní pólo).
Na Mišeluku u Sremské Kamenice se až do roku 2009 konaly automobilové a motocyklové závody.
Ve městě se nachází několik tenisových klubů (TK 6. maj, TK Novi Sad, TK As, TK Vojvodina, TK Viner) V lokalitě Sajmište se nachází nekrytý bazén. V rámci obchodně-sportovního komplexu SPENS má Novi Sad k dispozici také i bazén krytý.
Díky blízkosti pohoří Fruška gora má město několik turistických klubů. Každý květen se v pohoří koná tzv. Fruškogorský maraton, který je populární nejen mezi obyvateli Nového Sadu, ale přitahuje i účastníky z regionu celé bývalé Jugoslávie.

## Životní prostředí

### Odpadové hospodářství
V místní části Klisa se nachází skládka, kterou by mělo nahradit centrum pro správu odpadu. Likvidace skládky byla předpokládána již podle územního plánu z roku 1985 a pokaždé byla její realizace odsouvána.

### Znečištění
Znečištění ovzduší je měřeno na čtyřech místech v Novém Sadu a nedosahuje takové míry, jako např. v Bělehradě nebo ve Skopje či Zenici. Výhledově má být zrealizován automatický měřící systém pro znečištění.
Znečištěna bývá i voda v Dunaji, neboť vody z kanalizačního systému Nového Sadu jsou vypouštěny občas do veletoku. Město dlouhou dobu nemělo čističku odpadních vod v moderním slova smyslu a její výstavba probíhala teprve až v letech 2022 až 2023. Zařízení by mělo pokrýt oblast s kapacitou 400 až 500 tisíc lidí, čímž dojde k zlepšení kvality vody v Dunaji.

## Bezpečnost
Ve městě se nachází Kasárna Majevica a srbská armáda je přítomna také v areálu v podhradí Petrovaradínu. Kasárna Archibalda Reisse byla opuštěna a předána pro potřeby města nebo AP Vojvodina. Ve městě se nacházelo v dobách Jugoslávie (včetně SRJ) celkem 22 objektů armády, které byly nicméně většinou rozprodány.
Ve městě se nachází velitelství policie, jak pro Novi Sad, tak i pro Autonomní oblast Vojvodinu. Na severním okraji města (v místní části Klisa) se potom rozkládá rozsáhlý objekt okružní věznice, který byl dokončen roku 1986. V Novém Sadu také působí i komunální policie, která plní funkci policie městské dle srbských zákonů.

## Kultura

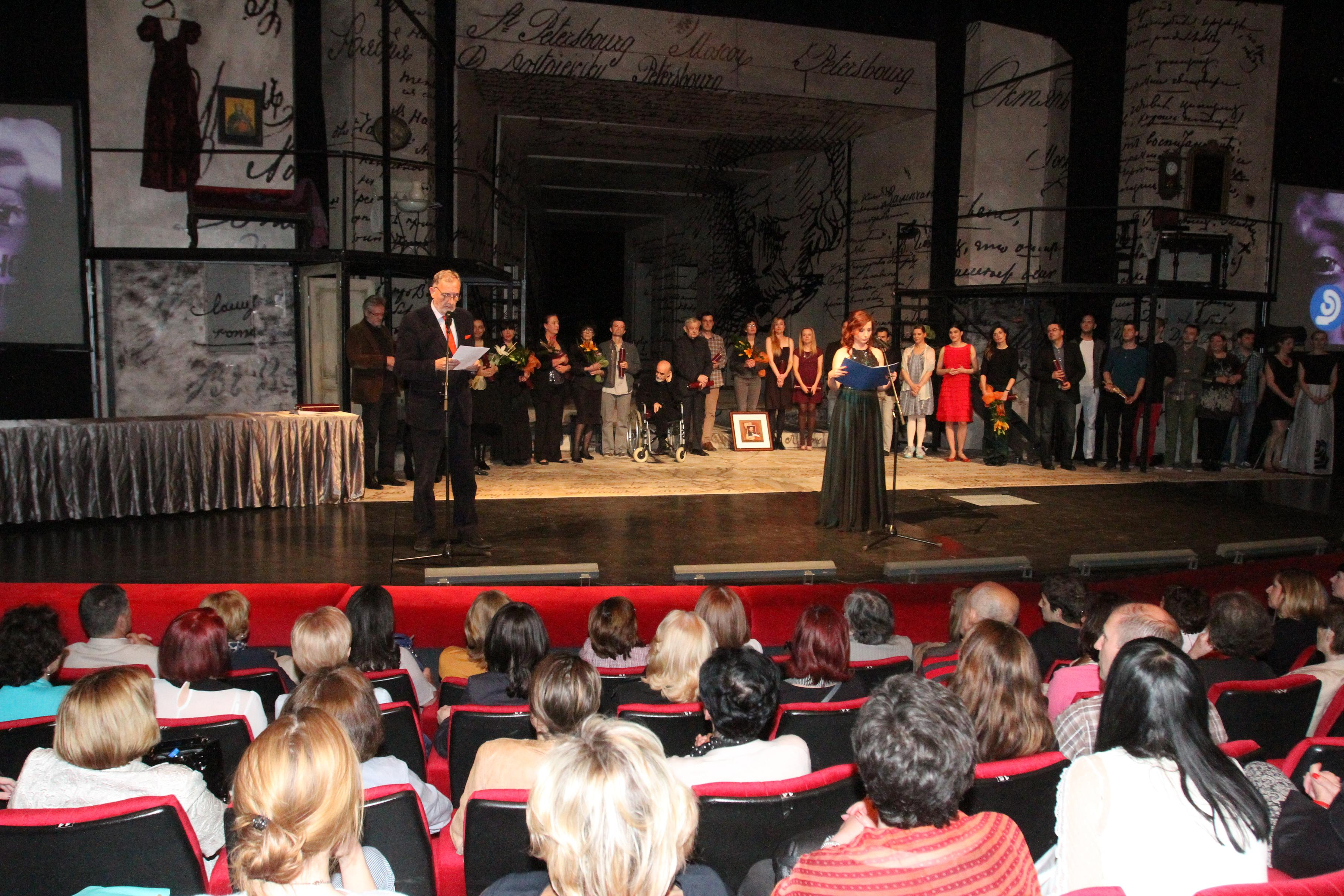
Divadelní festival Sterijino Pozorje, který se koná v budově národního divadla.

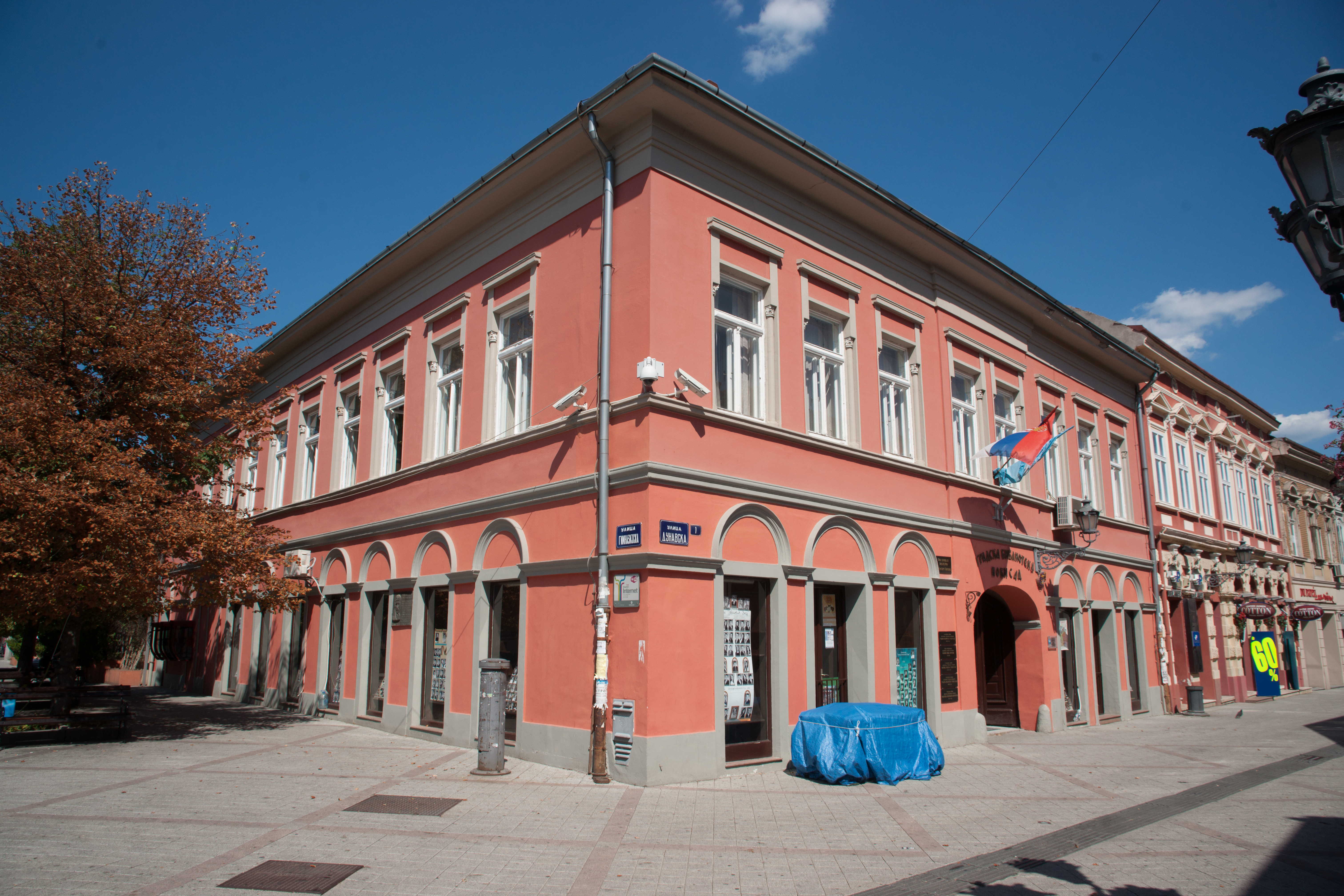
Městská knihovna na ulici Dunavska

Novi Sad je kulturním centrem autonomní oblasti Vojvodina a významné kulturní centrum i na úrovni Srbska celkem. V Srbsku je vnímán jako město festivalů, kulturních akcí a specifického prostředí. Pro místní obyvatelstvo má význam i historický, neboť se zde v 18. a 19. století vytvářely první zárodky srbských kulturních institucí. Další místa, která jsou klíčová pro srbskou národní identitu (např. Sremski Karlovci, pravoslavné kláštery v podhůří Frušky Gory) se nachází v samotné blízkosti Nového Sadu.

### Kulturní instituce

#### Muzea
Nejznámějším muzeem je Muzeum Vojvodiny, které bylo zřízeno již v roce 1847. V muzeu je umístěna stálá výstava historie města a regionu. Muzeum Nového Sadu se nachází na Petrovaradínské pevnosti a věnuje se vzniku a vývoji tohoto původně rakouského opevnění. V centru města sídlí ještě Muzeum současného umění. Po smrti oblíbeného balkánského písničkáře Đorđe Balaševiće bylo rozhodnuto o zřízení muzea, které by bylo věnované jemu.

#### Divadla
V roce 1861 zde bylo zřízeno srbské divadlo. Dnes zde v brutalistické budově s přezdívkou "bunkr" působí Srbské národní divadlo. Nedaleko od něj se nachází potom i divadlo městské – Novosadské divadlo (srbsky Novosadsko pozorište maďarsky Újvidéki színház). Dále je zde také Divadlo mládeže (srbsky Pozorište mladih), které sídlí v budově sokolského domu) a Novi Teatar.

#### Galerie
Ve městě působí několik muzeí a značný počet soukromých, nebo veřejných galerií. Největší galerií je potom Galerie Matice srbské (zřízena v roce 1958, která provozuje dvě instituce tohoto typu v centru města. Galerie výtvarného umění vystavuje rozsáhlou sbírku Rajka Mamuziće a Pavla Beljanského z první poloviny 20. století.

#### Kulturní centra
Ve městě se nachází rovněž i značný počet kulturních center. Nejznámější je Kulturní centrum Nového Sadu (KCNS/КЦНС), kde se konají různé výstavy, literární večery nebo hudební představení. Mezi další se potom řadí centrum mládeže KC13, nebo studentské kulturní centrum Fabrika. Ve městě působí i kulturní centra dalších zemí, jako např. American Corner, italské a francouzské kulturní centrum, a Institut pro kulturu Vojvodiny. Do budoucna mají být zřízena kulturní centra na jednotlivých místních částech (např. Novo naselje). Výhledově má být na areál s řadou kulturních zařízení přebudováno i místní nákladové nádraží (srbsky Ранжирна станица) Kulturní akce jsou rovněž pořádány i v budově Novosadské synagogy.

#### Další organizace
V Novém Sadu se nachází Archiv Vojvodiny, který slouží pro účely uchovávání písemností autonomní oblasti a dále Historický archiv Novi Sad, který zde v roce 2016 získal moderní budovu.
V Novém Sadu sídlí rovněž i Společnost spisovatelů Vojvodiny (srbsky Društvo književnika Vojvodine) a Sdružení výtvarníků Vojvodiny (srbsky Udruženje likovnih umetnika Vojvodine).

#### Kulturní akce
Dnes je město z kulturního hlediska známé také díky letnímu festivalu EXIT, který se zde koná již od roku 2000 pravidelně na začátku léta a je jednou z hlavních kulturních akcí během festivalové sezony v celé zemi. Mezi další velké kulturní akce v Novém Sadu patří také filmový festival Cinema City, který se odehrává na zhruba dvaceti lokalitách v celém městě, dále potom Novosadský jazzový festival, divadelní festival Sterijino Pozorje, festival pro děti Zmajeve dečje igre, Tamburica fest, alternativní divadelní festival INFANT a další.
Město Novi Sad se snaží podporovat kulturní aktivity. V letech 2015–2016 např. přijalo první kulturní strategii na nadcházející období. Město získalo status Evropské město kultury pro rok 2022. V roce 2019 potom titul Hlavní město mladých Evropy (anglicky European Youth Capital).

### Kulturní památky a pamětihodnosti města

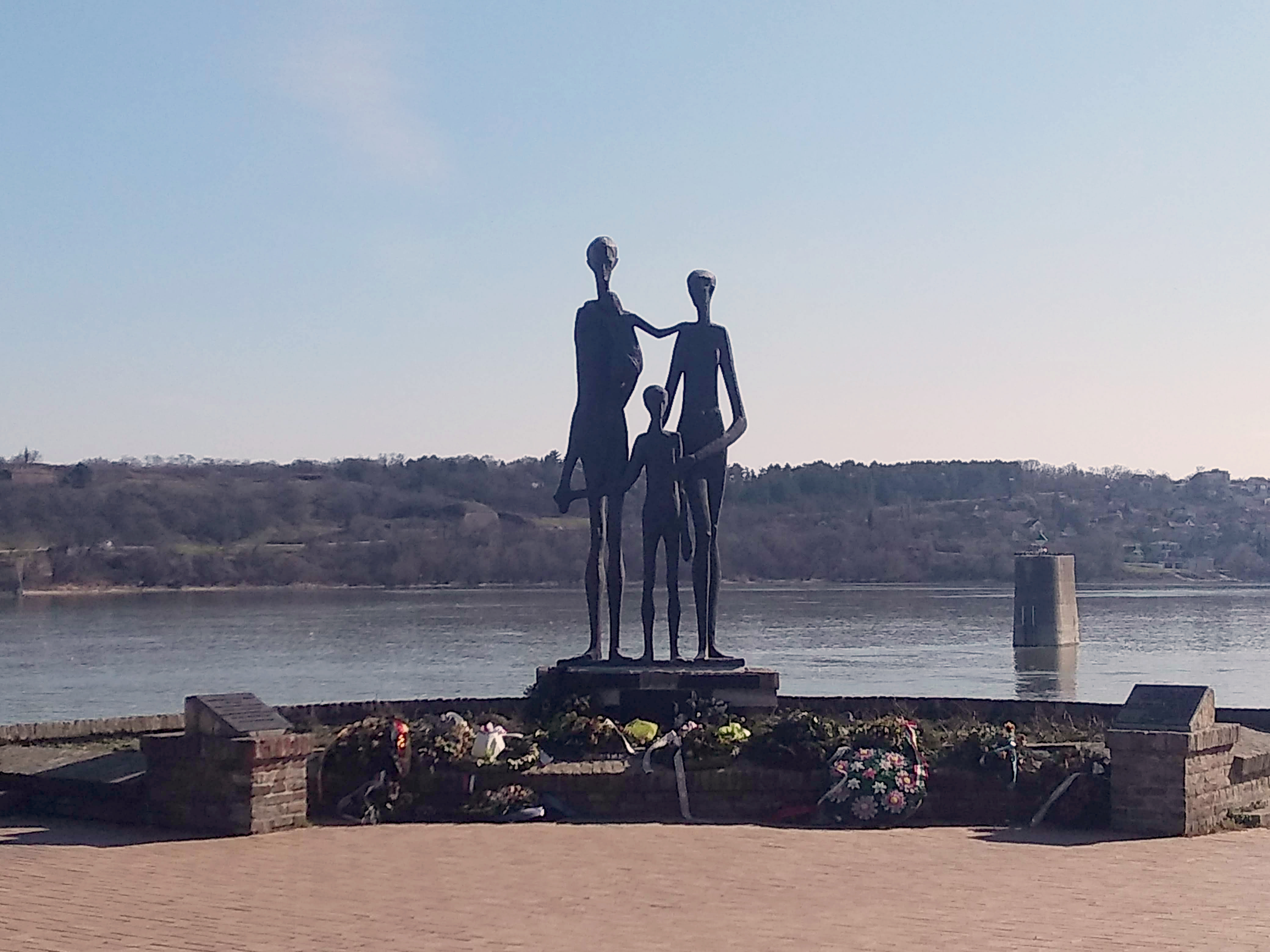
Památník židovských obětí z druhé světové války.

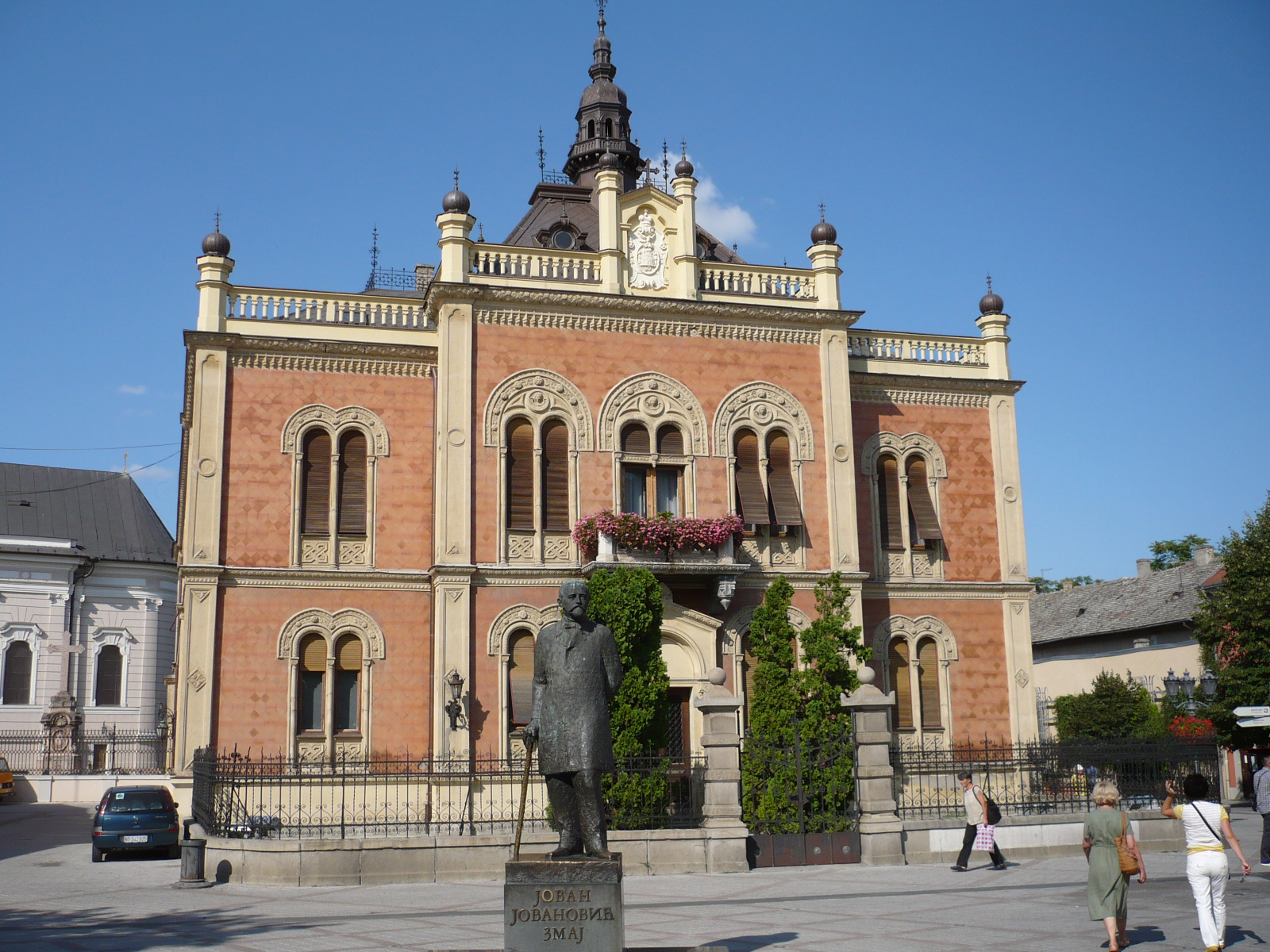
Památník spisovatele Jovana Jovanoviće Zmaje a Vladičanski dvor (v pozadí) v centru města.

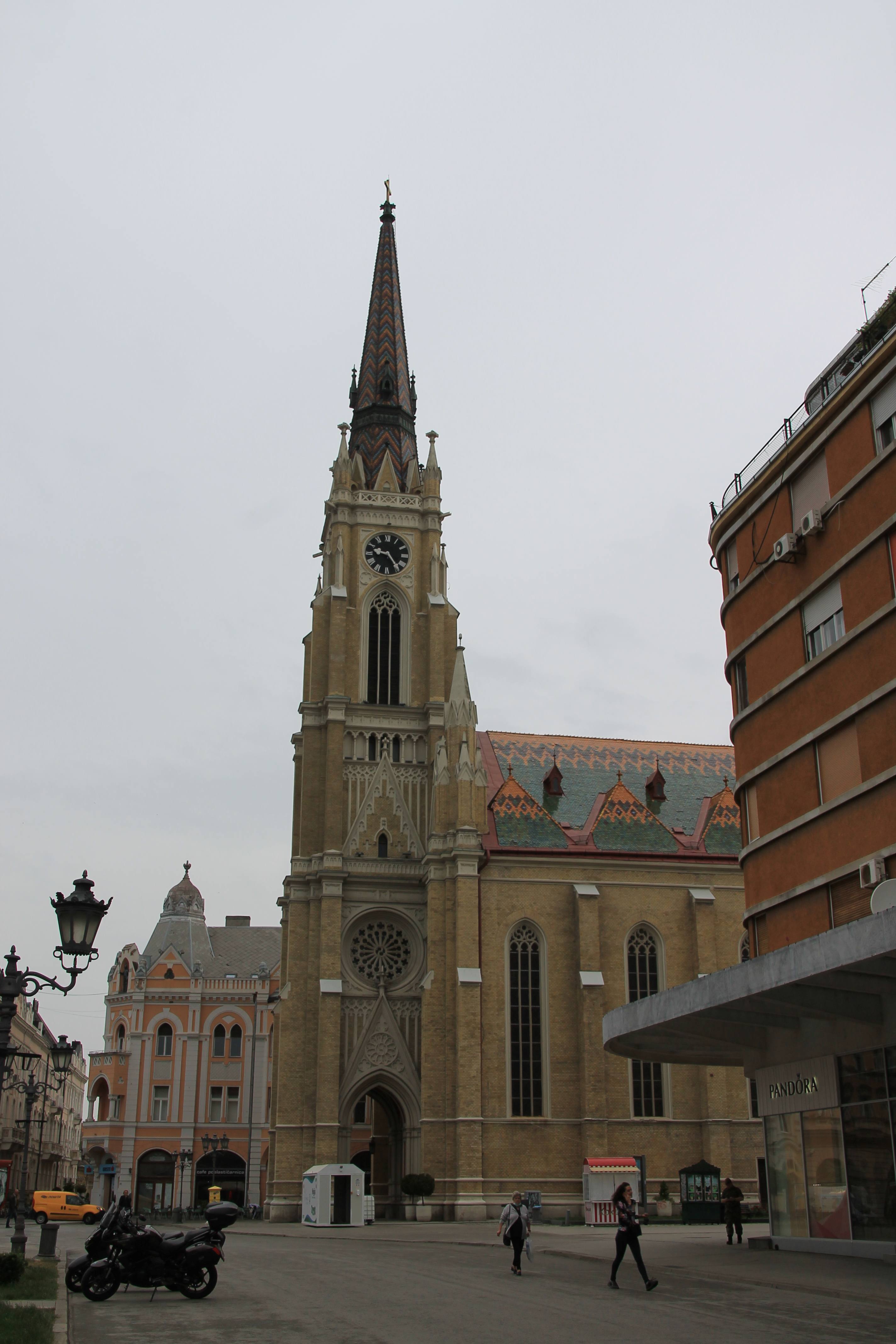
Kostel Jména Panny Marie v centru města.

Řada objektů v Novém Sadu je chráněna jako kulturní památky. Ty spadají do třech kategorií: Památky mimořádného významu (celkem 3), památky velkého významu (celkem 20) a kulturní památky jako takové, kterých je celkem 78. Z třetí uvedené kategorie se 5 nachází na území Petrovaradína a 7 na území Sremské Kamenice. Mezi památkově chráněné objekty patří samozřejmě hlavní pamětihodnosti Nového Sadu (ty jsou evidovány jako tzv. kulturní památky mimořádného, resp. velkého významu).
Památková ochrana je předmětem diskuzí a debat. Stejně jako ve všech zemích Jihovýchodní Evropy je i v Novém Sadu téma prolomení památkové ochrany a případné zbourání kulturních památek. Příkladem může být např. i výstavba Pupinova paláce v centru města na počátku 21. století, pro niž musela ustoupit budova bývalé Komunální banky. Některé secesní prvky budovy byly nicméně zachovány a inkorporovány do nové stavby.

## Ve filmu
V Novém Sadu se natáčelo několik filmů, např. The Raven z roku 2012, nebo komedie Ibiza z roku 2018.

## Osobnosti
- Pavel Josef Šafařík (1795–1861), slovenský spisovatel, slavista, literární historik, etnograf a jazykovědec
- Mileva Marićová (1875–1948), matematička a fyzička, první manželka Alberta Einsteina
- Tommy Lapid (1931–2008), izraelský novinář a politik
- Danilo Kiš[97] (1935–1989), spisovatel
- Djordje Balašević (* 1953–2021), rockový písničkář, textař, osobitý zpěvák, skladatel a kytarista.
- Refik Memišević (1956–2004), zápasník, olympionik
- Monika Selešová[98][40] (* 1973), americká tenistka
- Marija Veger, bývalá srbská basketbalistka.[98]
- Borisav Atanasković (1931—1994), srbský a jugoslávský spisovatel
- Isidor Bajić (1878—1915), srbský skladatel a učitel
- Janika Balázs, maďarský hudebník hrající na tamburu
- Aleksandar Tišma, srbský spisovatel
- Želimir Žilnik, dokumentarista
- Katalin Ladik (* 1942), maďarská básnířka a performerka
- Vasa Stajić, ředitel Matice srbské
- Marija Trandafil, srbská donátorka
- Isidor Bajić, zakladatel první hudební školy v Novém Sadu
- Jovan Grčić Milenko, básník a překladatel
- Kosta Trifković, autor divadelních komedií.
- Miroslav Antić (1932—1986), srbský básník
- Svetozar Miletić[99] (1826–1901), srbský politik z 19. století.
- Nenad Čanak[100], ekonom

## Významná ocenění
Město Novi Sad uděluje ocenění: Únorovou cenu (srbsky Februarska nagrada), Říjnová cena (srbsky Oktobarska nagrada) a Listopadovou cenu (srbsky Novembarska povelja). První uvedená se uděluje v souvislosti s výročím udělení statutu města Novému Sadu Marií Terezií.
Den města Nového Sadu je 1. únor.

## Partnerská města
- Budva, Černá Hora
- Dortmund, Německo
- Helioupolis, Řecko
- Čchang-čchun, Čína
- Lvov, Ukrajina
- Modena, Itálie
- Nižnij Novgorod, Rusko
- Norwich, Velká Británie
- Pécs, Maďarsko
- Temešvár, Rumunsko